# Sedan
Pour les articles homonymes, voir Sedan (homonymie).
Sedan est une commune française située dans le département des Ardennes, en région Grand Est. Elle est la deuxième commune la plus peuplée du département et constitue aux côtés de Charleville-Mézières et de 56 autres communes la communauté d'agglomération Ardenne Métropole avec 121 253 habitants. Ses habitants sont les Sedanaises et les Sedanais.
La ville entre dans l'histoire dans la première moitié du XVe siècle en devenant un fief des La Marck. Elle est à partir du XVIe siècle la capitale de la principauté de Sedan. Cette dernière est rattachée au royaume de France en 1642, lors de la guerre de Trente Ans. Aux XVIIIe et XIXe siècles, Sedan est un important centre drapier et une place forte de l'industrie textile en France et en Europe. Elle est encore le théâtre de batailles lors des trois conflits majeurs en 1870, 1914 et 1940.

## Géographie

### Localisation
La ville de Sedan se situe dans le nord du département des Ardennes, à 19 km à l'est de Charleville-Mézières et à 18 km  au sud-ouest de la ville de Bouillon en Belgique.
Reims est à environ 100 km au sud, Metz est située à 150 km à l'est.
Parmi les grandes villes de Belgique les plus proches se trouvent Charleroi à 105 km, Namur à 108 km, Liège à 150 km et Bruxelles à 170 km.
La ville est aussi à environ 115 km de Luxembourg et environ 150 km de Trèves en Allemagne.

### Communes limitrophes
Les communes limitrophes sont Balan, Cheveuges, Donchery, Floing, Givonne, Glaire, Illy et Wadelincourt.
| Glaire    | Floing       | Illy Givonne |
| Donchery  | Sedan        | Balan        |
| Cheveuges | Wadelincourt | Balan        |

### Géologie et relief
La commune se situe à une altitude moyenne de 225 mètres, son altitude maximum est de 301 mètres tandis que sa minimale est de 149 mètres et celle de sa mairie est de 155 mètres.
Au nord-est du département, la région sedannaise est située en bordure du « golfe de Cologne », en terrains quaternaires. Elle s'étend au nord d'une ligne tracée par les vallées de la Sormonne et de la Meuse, et a subi les plissements calédoniens et hercyniens.
L'Ardenne secondaire ou jurassique est la partie méridionale du domaine envahie par une transgression marine entre -230 et -205 Ma, et se trouve libérée de la mer par la régression marine qui survient entre -145 et -135 Ma.

### Hydrographie
La commune est dans le bassin versant de la Meuse au sein du bassin Rhin-Meuse. Elle est traversée par la Meuse qui écoule ses eaux dans un méandre, le canal de l'Est Branche-Nord, le Ru de Glaire et le ruisseau de Frenois,.
La Meuse, d'une longueur de 486 km dans sa partie française, est un fleuve européen qui prend sa source en France, dans la commune du Châtelet-sur-Meuse, à 409 mètres d'altitude, et se jette dans la mer du Nord après un cours long d'approximativement 950 kilomètres traversant la France, la Belgique et les Pays-Bas. Elle traverse la commune sur une longueur d'environ 3,6 km, constituant une limite séparative avec les communes de Wadelincourt à l'est. Le fleuve est canalisé à l'extrémité de la prairie séparant Sedan de son quartier de Torcy. Le château de Sedan est à la fois bâti sur une pente et un éperon rocheux qu'il absorbe. Il domine la vallée de la Meuse.

La Meuse à Sedan
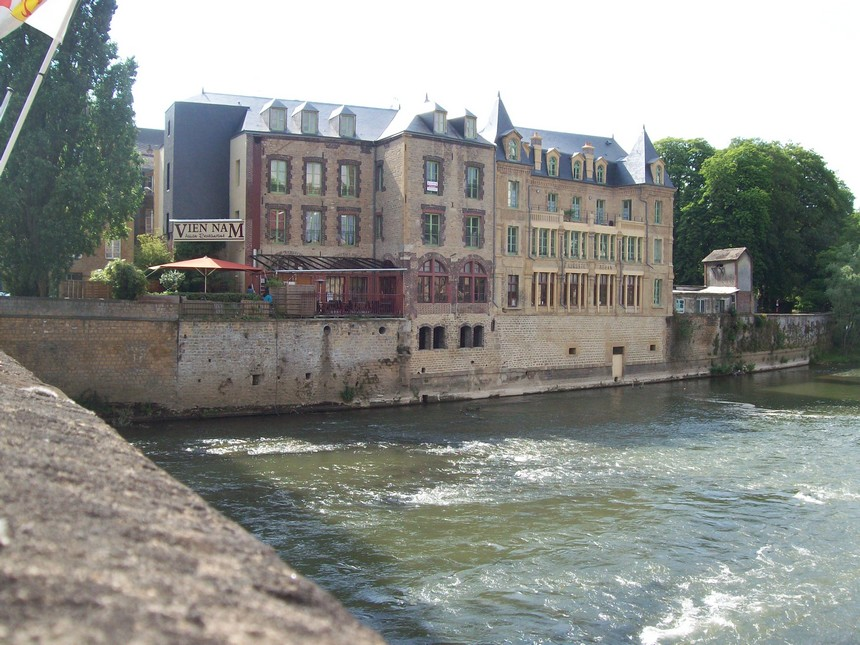
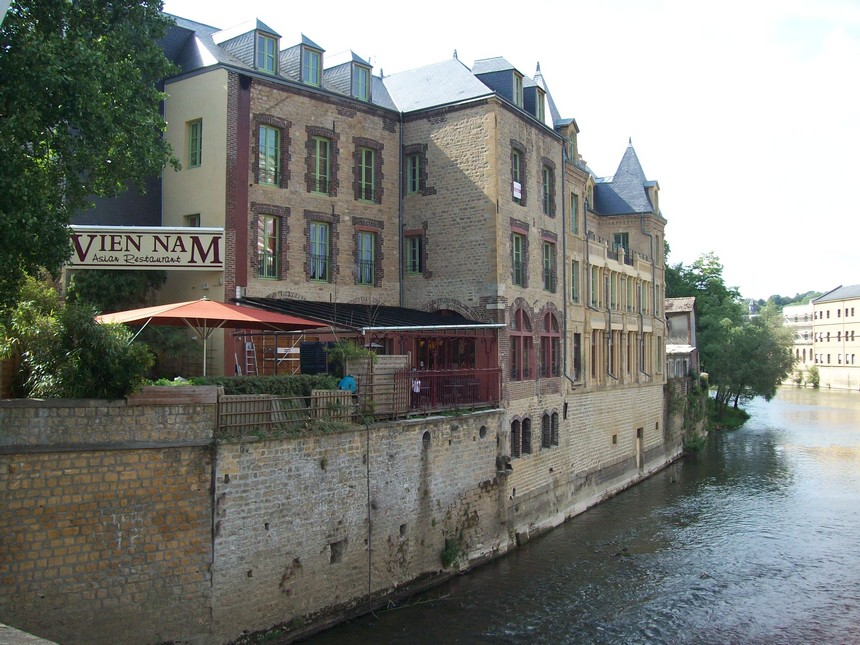

Le canal de l'Est Branche-Nord, d'une longueur de 141 km, est un chenal et un cours d'eau naturel navigable qui relie Givet à Troussey, où il rejoint le canal de la Marne au Rhin. Il traverse la commune dans sa partie centrale d'est en ouest sur une longueur d'environ 1 km.

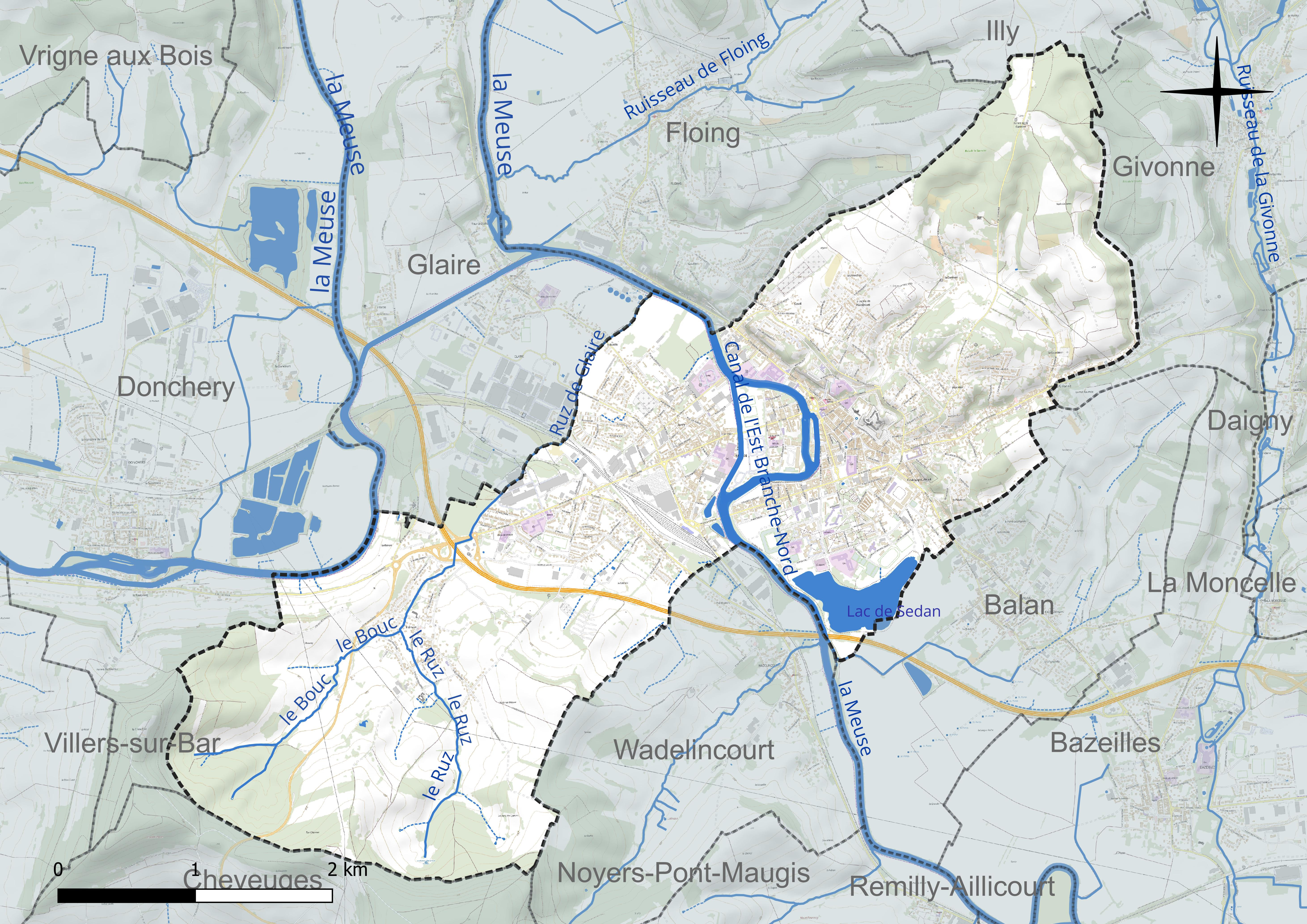
Réseau hydrographique de Sedan.

Un plan d'eau complète le réseau hydrographique : le lac de Sedan, d'une superficie totale de 23,2 ha (22,4 ha sur la commune),.

### Climat
Pour des articles plus généraux, voir Climat du Grand Est et Climat des Ardennes.
En 2010, le climat de la commune est de type climat des marges montargnardes, selon une étude du Centre national de la recherche scientifique s'appuyant sur une série de données couvrant la période 1971-2000. En 2020, Météo-France publie une typologie des climats de la France métropolitaine dans laquelle la commune est exposée à un climat océanique altéré et est dans la région climatique Lorraine, plateau de Langres, Morvan, caractérisée par un hiver rude (1,5 °C), des vents modérés et des brouillards fréquents en automne et hiver.
Pour la période 1971-2000, la température annuelle moyenne est de 9,8 °C, avec une amplitude thermique annuelle de 15,6 °C. Le cumul annuel moyen de précipitations est de 912 mm, avec 13,2 jours de précipitations en janvier et 9,4 jours en juillet. Pour la période 1991-2020, la température moyenne annuelle observée sur la station météorologique de Météo-France la plus proche, « Douzy », sur la commune de Douzy à 8 km à vol d'oiseau, est de 10,5 °C et le cumul annuel moyen de précipitations est de 857,0 mm. 
La température maximale relevée sur cette station est de 40,3 °C, atteinte le 25 juillet 2019 ; la température minimale est de −14,8 °C, atteinte le 3 janvier 2004,,.
| Mois                                  | jan.           | fév.           | mars           | avril         | mai           | juin          | jui.          | août          | sep.          | oct.          | nov.          | déc.           | année      |
| ------------------------------------- | -------------- | -------------- | -------------- | ------------- | ------------- | ------------- | ------------- | ------------- | ------------- | ------------- | ------------- | -------------- | ---------- |
| Température minimale moyenne (°C)     | 0              | −0,2           | 1,3            | 3,6           | 7,3           | 10,8          | 12,4          | 12,1          | 8,5           | 6,4           | 3,7           | 0,9            | 5,6        |
| Température moyenne (°C)              | 2,8            | 3,3            | 6,4            | 10            | 13,4          | 17,1          | 18,8          | 18,2          | 14,6          | 10,9          | 6,8           | 3,6            | 10,5       |
| Température maximale moyenne (°C)     | 5,5            | 6,8            | 11,4           | 16,3          | 19,5          | 23,4          | 25,1          | 24,2          | 20,7          | 15,4          | 9,8           | 6,3            | 15,4       |
| Record de froid (°C) date du record   | −14,8 03.01.04 | −14,4 07.02.12 | −11,7 01.03.05 | −7 08.04.03   | −3,8 03.05.21 | 1,1 05.06.09  | 3,7 03.07.11  | 3 26.08.18    | −1,2 30.09.18 | −6,6 28.10.03 | −8,6 30.11.16 | −14,4 20.12.09 | −14,8 2004 |
| Record de chaleur (°C) date du record | 15,8 30.01.06  | 19,6 27.02.19  | 25,5 31.03.21  | 28,6 14.04.07 | 32,1 28.05.17 | 36,2 22.06.17 | 40,3 25.07.19 | 38,6 12.08.03 | 34,9 15.09.20 | 27 01.10.11   | 19,6 02.11.20 | 16 31.12.22    | 40,3 2019  |
| Précipitations (mm)                   | 89,6           | 70,6           | 62,3           | 47,2          | 68,4          | 77,2          | 62,9          | 81,3          | 46,2          | 72,3          | 75            | 104            | 857        |

| Diagramme climatique                                  |             |             |             |             |              |              |              |             |             |          |           |
| J                                                     | F           | M           | A           | M           | J            | J            | A            | S           | O           | N        | D         |
| 5,5089,6                                              | 6,8−0,270,6 | 11,41,362,3 | 16,33,647,2 | 19,57,368,4 | 23,410,877,2 | 25,112,462,9 | 24,212,181,3 | 20,78,546,2 | 15,46,472,3 | 9,83,775 | 6,30,9104 |
| Moyennes : • Temp. maxi et mini °C • Précipitation mm |             |             |             |             |              |              |              |             |             |          |           |

Les paramètres climatiques de la commune ont été estimés pour le milieu du siècle (2041-2070) selon différents scénarios d'émission de gaz à effet de serre à partir des nouvelles projections climatiques de référence DRIAS-2020. Ils sont consultables sur un site dédié publié par Météo-France en novembre 2022.

## Urbanisme

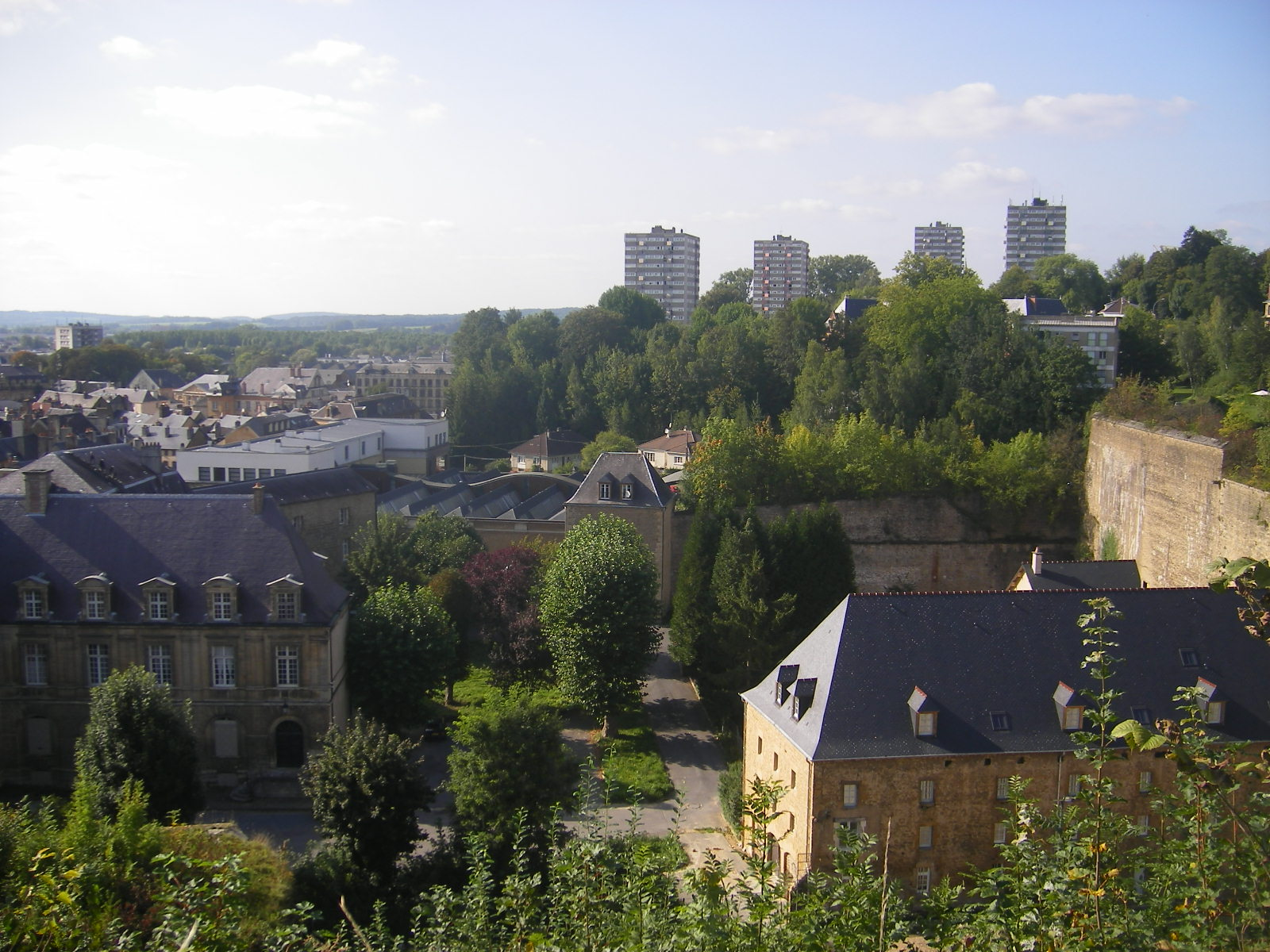
Paysage urbain.

### Typologie
Au 1er janvier 2024, Sedan est catégorisée centre urbain intermédiaire, selon la nouvelle grille communale de densité à 7 niveaux définie par l'Insee en 2022.
Elle appartient à l'unité urbaine de Sedan, une agglomération intra-départementale dont elle est ville-centre,. Par ailleurs la commune fait partie de l'aire d'attraction de Sedan, dont elle est la commune-centre,. Cette aire, qui regroupe 31 communes, est catégorisée dans les aires de moins de 50 000 habitants,.

### Occupation des sols

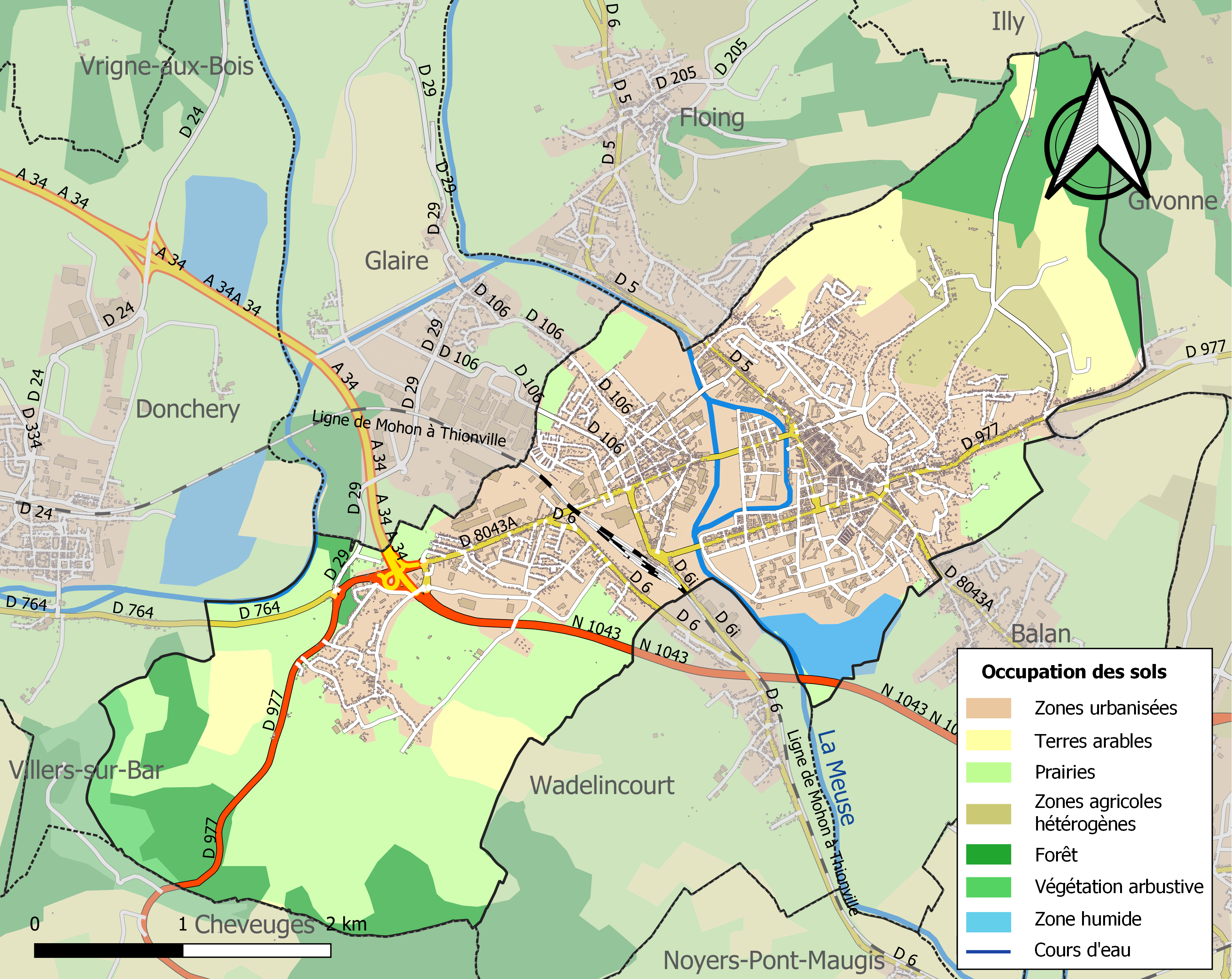
Carte des infrastructures et de l'occupation des sols de la commune en 2018 (CLC).

L'occupation des sols de la commune, telle qu'elle ressort de la base de données européenne d’occupation biophysique des sols Corine Land Cover (CLC), est marquée par l'importance des territoires agricoles (42,3 % en 2018), en diminution par rapport à 1990 (45,4 %). La répartition détaillée en 2018 est la suivante : zones urbanisées (31,2 %), prairies (25,5 %), forêts (13,1 %), terres arables (9,9 %), zones industrielles ou commerciales et réseaux de communication (7,7 %), zones agricoles hétérogènes (6,9 %), espaces verts artificialisés, non agricoles (2,6 %), eaux continentales (1,7 %), milieux à végétation arbustive et/ou herbacée (1,4 %). L'évolution de l’occupation des sols de la commune et de ses infrastructures peut être observée sur les différentes représentations cartographiques du territoire : la carte de Cassini (XVIIIe siècle), la carte d'état-major (1820-1866) et les cartes ou photos aériennes de l'IGN pour la période actuelle (1950 à aujourd'hui).

### Renouvellement urbain auXXIesiècle
En 2006, Sedan a signé une convention avec l'ANRU qui porte sur une première phase de réaménagement urbain et qui concerne la zone urbaine sensible de Torcy Cités, devenue un quartier prioritaire. Depuis, la réhabilitation de la ZUP du Lac a également commencé à prendre forme. Le Centre nautique intercommunal a accueilli ses premiers visiteurs à la mi-novembre 2011,.

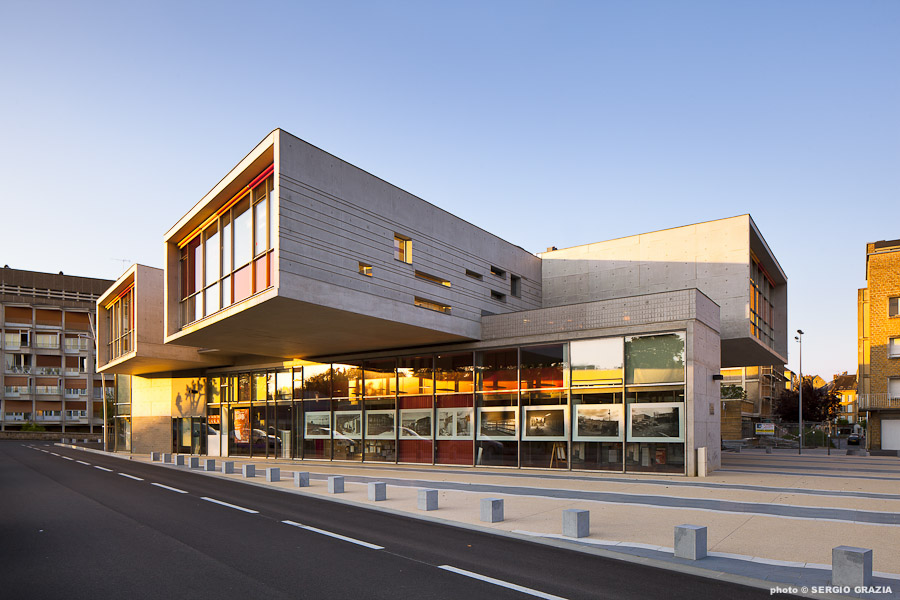
Pôle culturel de Sedan -
Architectes : I. Richard et F. Schoeller.

 À quelques pas, le Pôle culturel conçu par les architectes Isabelle Richard et Frédéric Schoeller vient d'ouvrir ses portes. Il doit contribuer à repenser le rapprochement avec le centre-ville. Le château lui-même poursuit sa cure de jouvence : poursuite de la réfection des toitures, installation de nouveaux circuits de visite illustrés de panneaux et jeux, création d'un hôtel.
La rénovation du centre ancien, secteur sauvegardé de Sedan, a débuté quant à elle en 2014 pour se poursuivre jusqu'en 2021. En 2009, Sedan a en effet su retenir l'attention du Programme national de revitalisation des quartiers anciens dégradés (PNRQAD) en mettant notamment en avant son récent label de Ville d'Art et d'Histoire.

### Voies de communication et transports

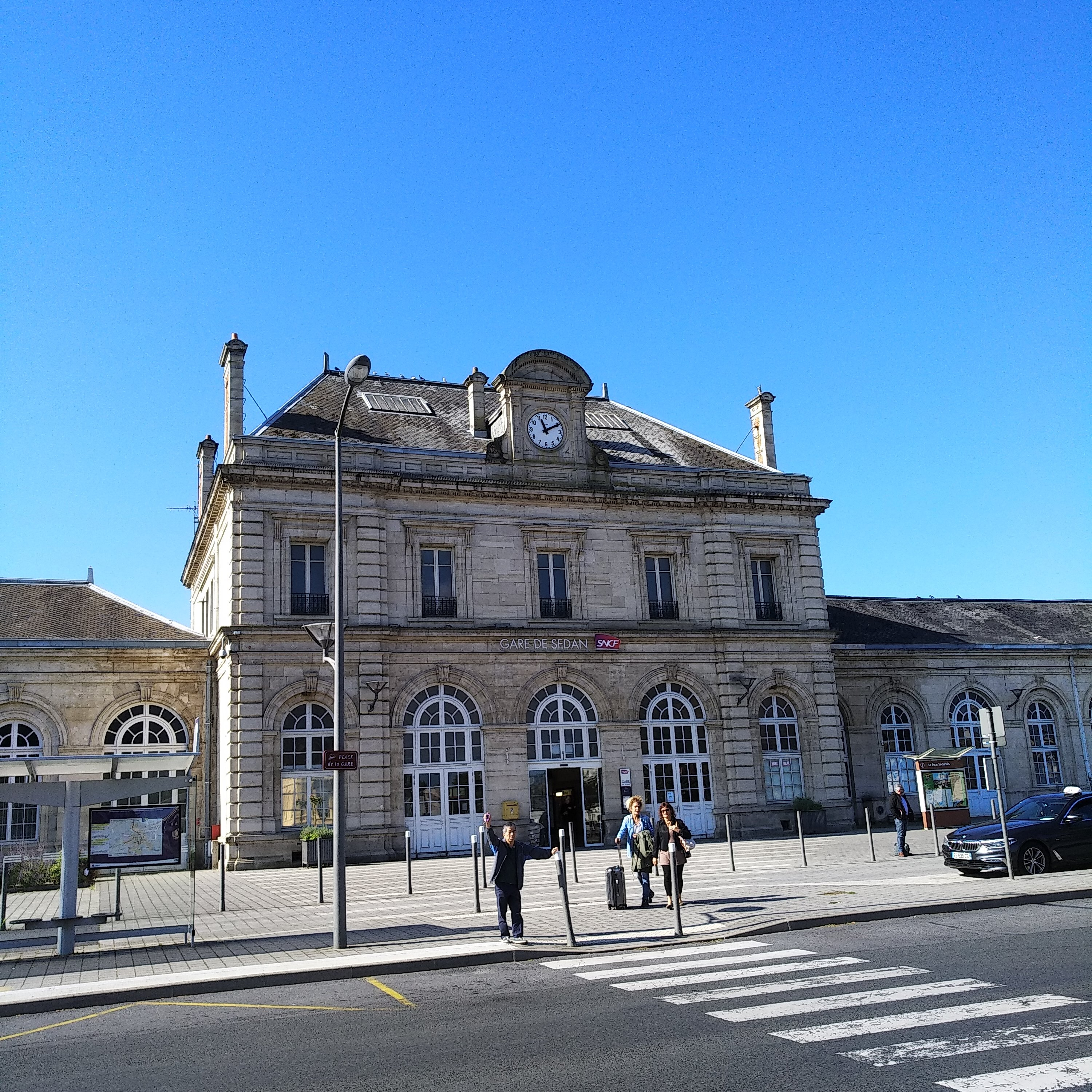
La gare de Sedan.

Sedan est directement desservie par :
- l'autoroute gratuite A34 (ou E44-E46) reliant Reims à la Belgique. Deux sorties permettent d'accéder à la ville : sortie 4 - Frénois, Sedan Centre ; sortie 3 - Balan, Sedan/Château ;
- le TER Champagne-Ardenne, et le TGV depuis Paris ;

- la voie fluviale par la Meuse avec sa halte où il est possible d'amarrer d'avril à septembre ou le canal des Ardennes tout proche[27].

## Toponymie
Villa Sedensi en 997, d'après une charte de l'empereur Otton III conservé aux archives départementales des Ardennes à Charleville-Mézières,,.
Nom de lieu, peut-être gaulois, mais de sens inconnu.
Sedan est nommé S'dan, en dialecte ardennais, forme abrégée de Sedan. La ville fait, en effet, partie de l'aire linguistique du champenois et de sa variante ardennaise.
La ville possède d'autres noms dans d'autres langues voisines comme le luxembourgeois, parlé plus au nord-est, dans laquelle elle est appelée Esdang.

## Histoire

### Histoire de la ville
Dans le but de conserver et promouvoir son histoire, la ville de Sedan dispose d'une Société d'histoire et d'archéologie du Sedanais, fondée le 31 juillet 1928 sous le nom de Les Amis du Vieux Sedan.

#### Antiquité
Une villa, domaine rural, est attestée à cet endroit en 997. En latin médiéval Villa Sedensi, d'un probable Sedenna basé peut-être sur le gaulois set-, long et le suffixe -enna.

#### Moyen Âge
Sedan et ses territoires limitrophes relevaient de la seigneurie de Mouzon et furent rattachés au royaume de France par traité le 16 juillet 1379,,.
En 1424, Évrard III de La Marck, seigneur de Neufchâteau, récupère à la faveur d'une dot tardivement versée la petite seigneurie de Sedan-Balan-Bazeilles. Originaire de l'Eifel il est un grand propriétaire foncier qui est sorti renforcé de la guerre de Cent Ans et ce malgré la disparition successive de ses alliés les Braquemont et Louis d'Orléans.
La ville de Sedan se développe alors autour du château fort bâti par Évrard III de La Marck au cours des années 1430. La forteresse ne cesse ensuite d'être perfectionnée et agrandie au cours des siècles suivants.

Le château fort de Sedan
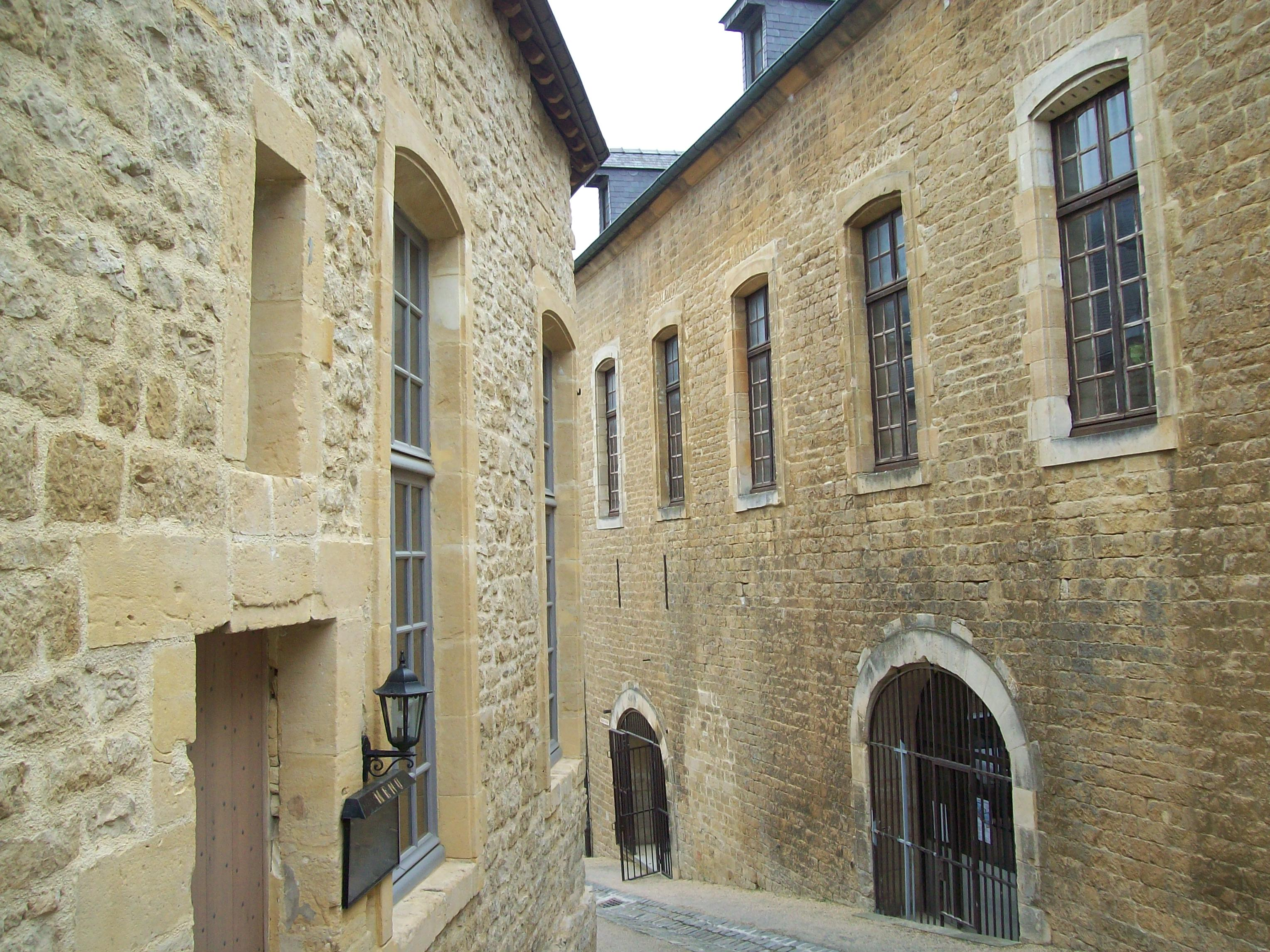
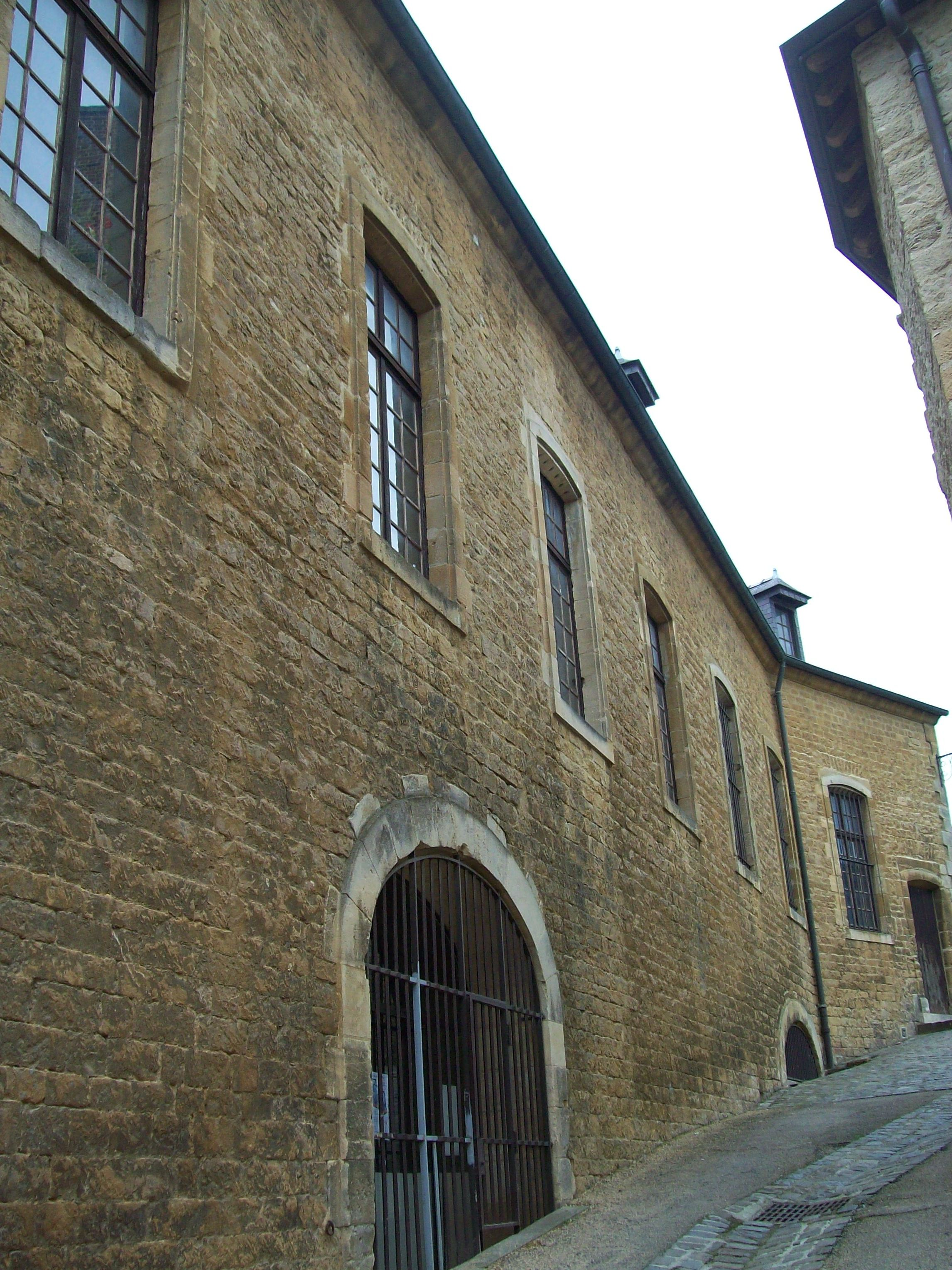
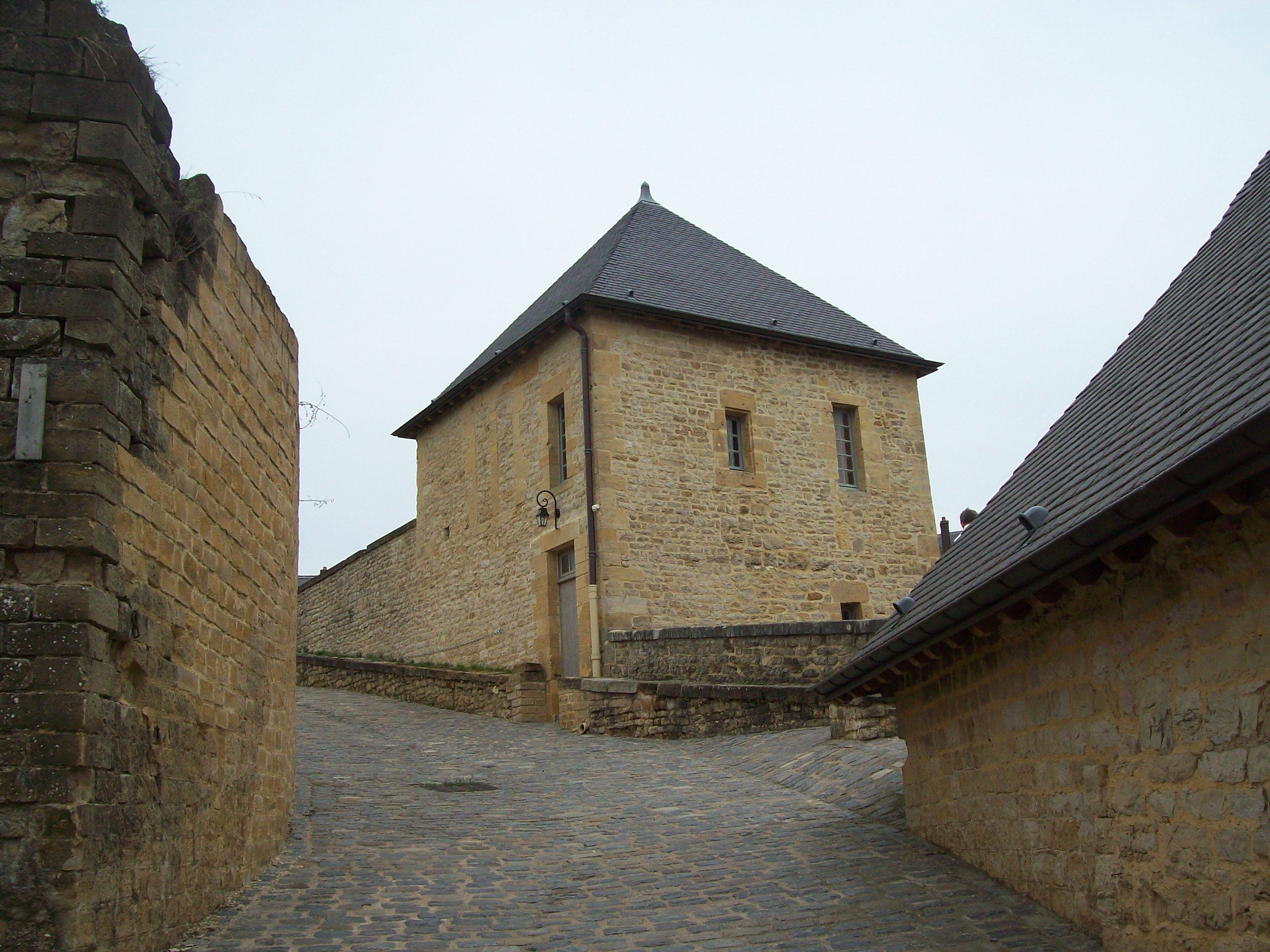
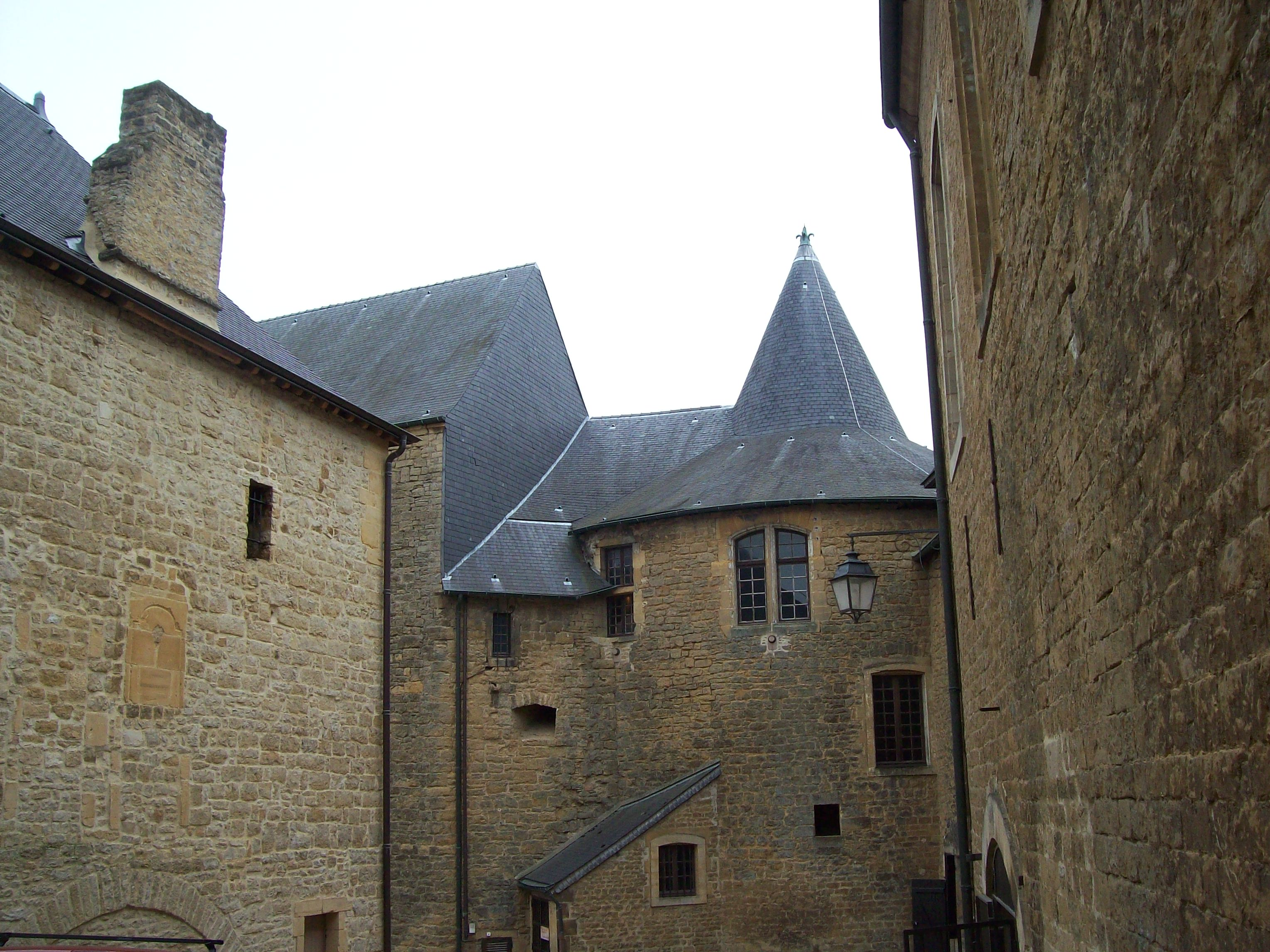
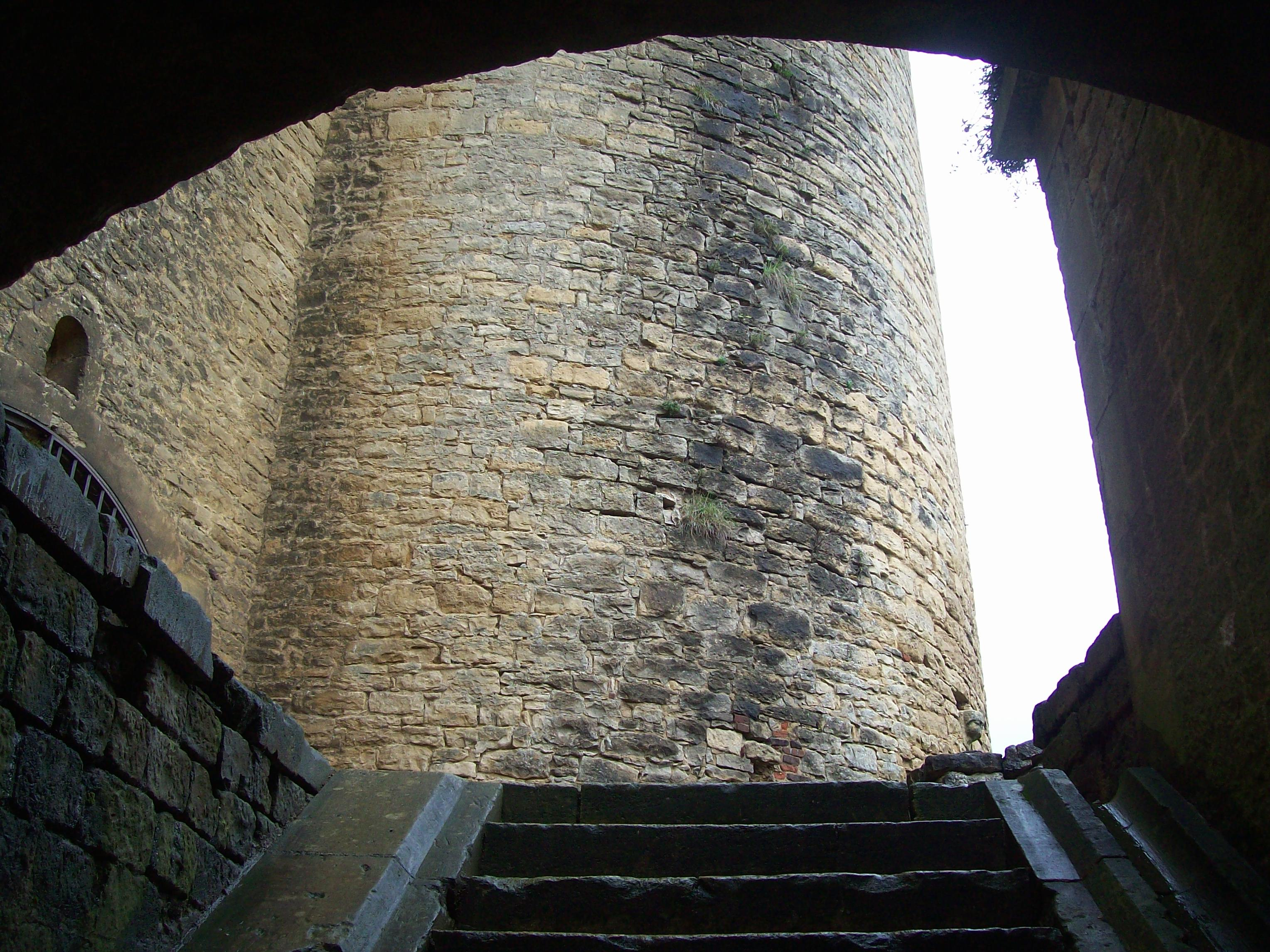
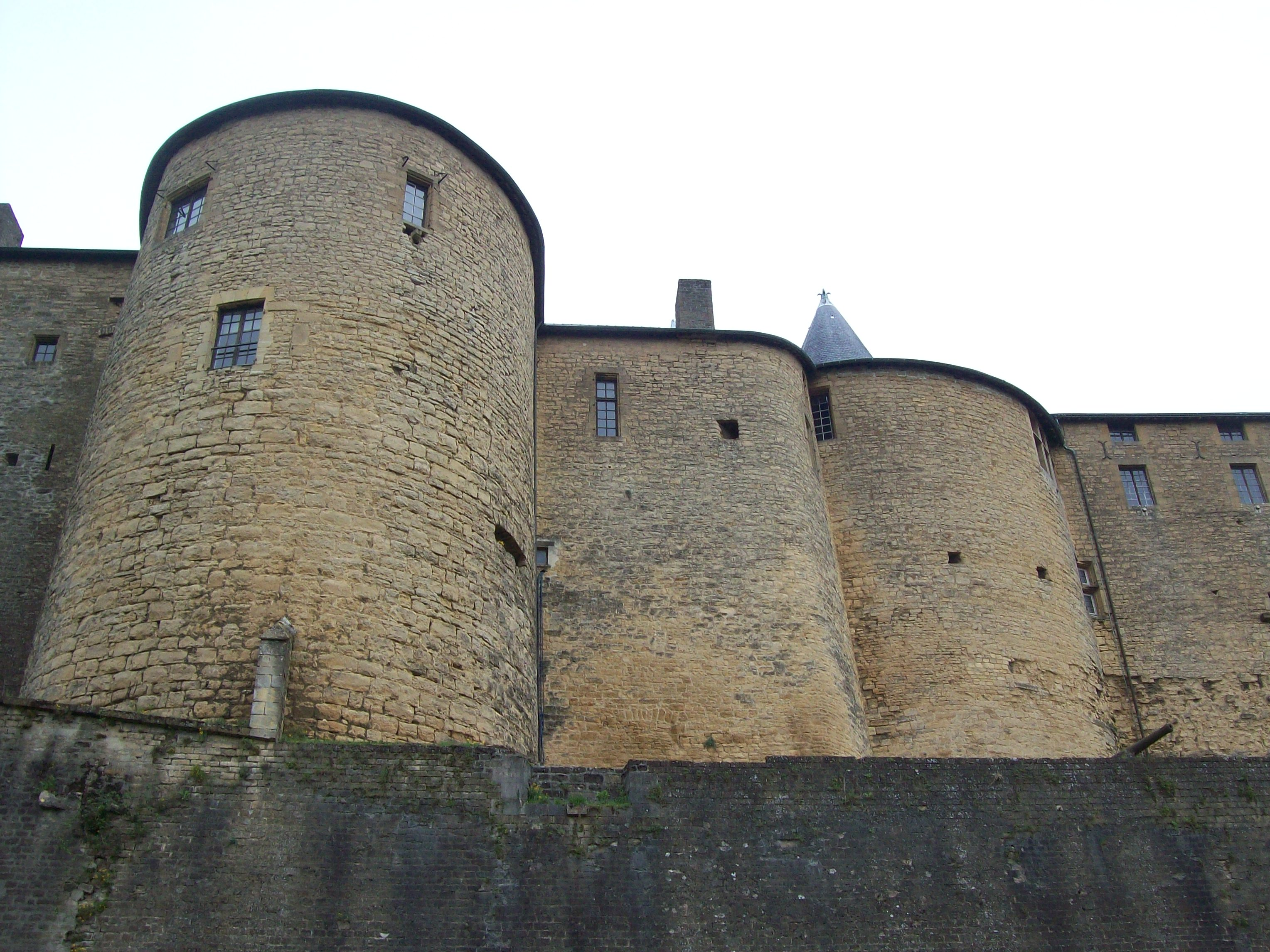

La devise de la ville de Sedan est UNDIQUE ROBUR, elle fut la devise des seigneurs de La Marck. Elle signifie « force de toute part ». Elle apparaît aujourd'hui sur une arche aménagée à l'entrée de la rue Gambetta lors de la reconstruction postérieure à la Seconde Guerre mondiale.

#### Époque moderne
Agrandissement du château
Le château fort est largement agrandi sous les successeurs d'Évrard de La Marck et en particulier sous l'autorité des architectes Jean Errard et Marc-Aurèle Pazin. Au XVIe siècle il est embastionné et couvre alors près de 35 000 m2. Il est une forteresse redoutable et réputée imprenable.
Souveraineté de ce territoire qui devient la principauté de Sedan
Entre 1547 et 1549, Robert IV de La Marck, seigneur de Sedan et auteur du premier coutumier de la ville une dizaine d'années auparavant, est qualifié de souverain par le roi de France Henri II. La maîtresse de celui-ci, Diane de Poitiers, est alors sa belle-mère. Dans les faits la place de Sedan est placée sous protectorat des rois de France.
Impact des guerres de Religion en France
Au début des guerres de Religion, Henri-Robert de La Marck et son épouse Françoise de Bourbon se convertissent à la religion protestante. Déjà ils ouvrent les portes de leur seigneurie aux protestants persécutés. Bientôt elle devient un havre de paix à l'écart des troubles. La ville dont la population double en quelques décennies est surnommée la "Petite Genève". Les nombreux artisans accueillis participent à la prospérité de la ville.
À la fin de la décennie 1570, tandis que les seigneurs sedanais frappent leur propre monnaie d'abord à l'effigie de Guillaume-Robert de La Marck, un collège des humanités ouvre ses portes. Il est le support nécessaire à la fondation d'une académie protestante qui voit le jour une vingtaine d'années plus tard.
En 1594 la dernière descendante de la branche aînée des La Marck à Sedan, Charlotte de La Marck décède dans sa vingtième année. Son époux Henri de La Tour d'Auvergne soutenu par Henri IV en personne lui succède à la tête de la principauté malgré la vive opposition de son oncle Charles-Robert de La Marck. Le prince de Sedan se remarie en 1595 avec Élisabeth de Nassau, fille de Guillaume Ier d'Orange. De leur union naissent le dernier prince de Sedan Frédéric-Maurice de La Tour d'Auvergne et le célèbre maréchal de France Turenne.
L'Académie de Sedan ouvre ses portes aux étudiants entre 1599 et 1602, elle attire alors des professeurs de renom et des étudiants venus des quatre coins de France et d'Europe. Sous l'autorité de Daniel Tilenus et surtout de Pierre Du Moulin, elle s'érige en bastion de l'orthodoxie face à l'Académie de Saumur plus libérale. Des querelles nombreuses opposent alors les deux camps. Dès le début des années 1610, Jean Jannon devient imprimeur officiel du prince et de l'Académie. Il est l'inventeur d'un caractère d'imprimerie très fin parfois attribué à tort à Claude Garamont.
Parallèlement les fortifications urbaines de Sedan sont étendues par les princes successifs. La ville dispose alors d'un réseau impressionnant de cornes et bastions qui en font un verrou sur la frontière est du royaume de France.
Conspiration des princes de Sedan et reprise en main de la principauté par le roi de France

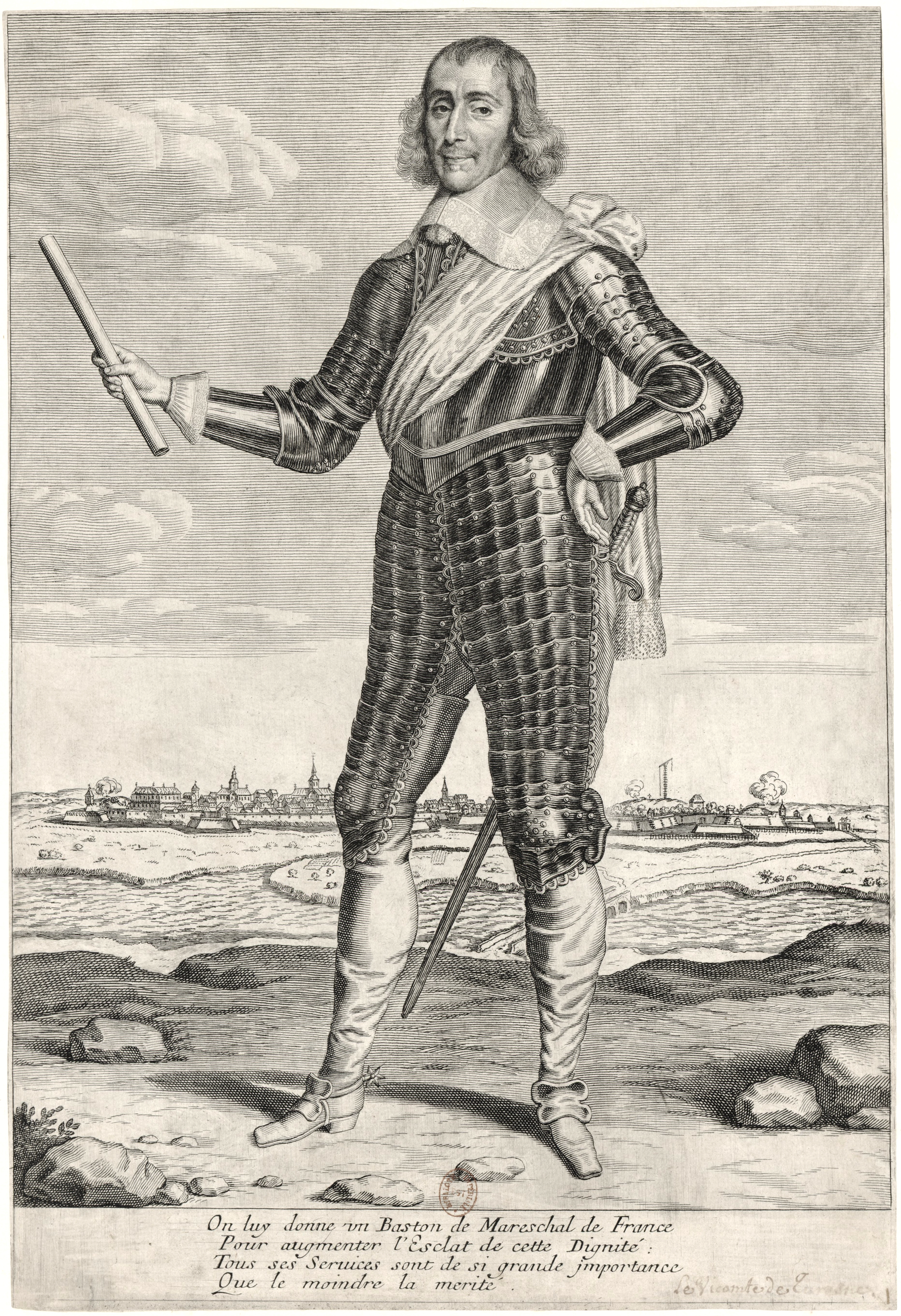
Abraham de Fabert d'Esternay, gouverneur de Sedan à sa mort en 1662.

En 1642, à l'issue d'une nouvelle conspiration cette fois en la compagnie du marquis de Cinq-Mars, le prince Frédéric-Maurice, récemment converti au catholicisme, est emprisonné et accepte de céder sa principauté à la France en échange d'un accord avantageux. Le gouverneur Fabert, précédé par Mazarin, entre dans la ville à la fin du mois de septembre 1642. Le contrat d'échange n'est acté que plusieurs années plus tard.
En plus de devoir mettre en place les conditions nécessaires à l'incorporation de la principauté à la France, Fabert doit parvenir à moyen terme à la conversion de l'ensemble des protestants de Sedan. Il s'appuie alors entre autres sur les capucins et les lazaristes. Plus tard, en 1663, des jésuites s'installent aussi à Sedan et y ouvrent même un collège. Entre-temps une manufacture royale de draps est érigée dans le faubourg de la Cassine, aux portes de la ville à l'ouest : le Dijonval.
À la mort de Fabert en 1662, la ville compte encore près d'un tiers de protestants. Son successeur, Georges Guiscard comte de La Bourlie poursuit la tâche. La réduction du nombre de huguenots voulue par le pouvoir royal s'accélère et conduit finalement à la fermeture des institutions scolaires en 1681 puis à la révocation de l'édit de Nantes en 1685. Comme ailleurs les protestants de Sedan sont contraints à la conversion mais préfèrent parfois la voie risquée de l'exil notamment vers les Provinces-Unies, Maastricht en tête,.

#### Époque contemporaine
Ville de garnison
Des casernes sont construites au sein du château ou en ville, pour éviter la pratique longtemps usuelle de loger les garnisons «chez l'habitant». Les fortifications sont renforcées, notamment par le marquis d'Asfeld au début du XVIIIe siècle, la ville et sa forteresse se trouvant désormais aux avant-postes du royaume : des bastions, des demi-lunes, etc., sont édifiés.
Développement de l'industrie textile

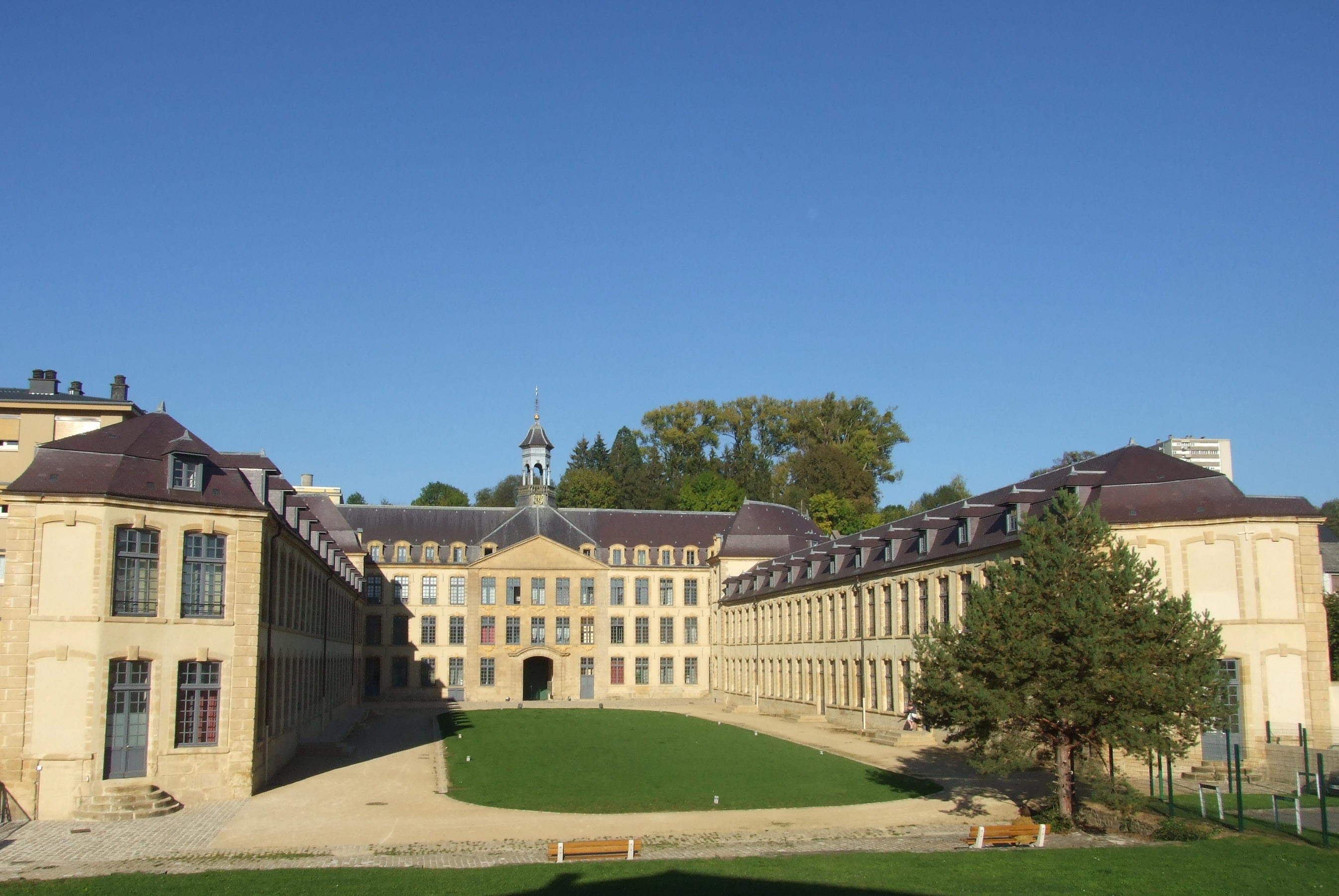
Manufacture royale de Sedan, le Dijonval.

Pour favoriser le développement d'une activité industrielle, et pallier également les départs d'entrepreneurs protestants, le roi Louis XV  accorde dès 1746 à des négociants parisiens un privilège exclusif, pendant vingt ans, de pouvoir fabriquer des produits textiles en laine «façon et manière de Hollande», avec exemption de nombreuses charges et l'avantage d'être un fournisseur de la cour du roi de France. La Manufacture royale de draps Le Dijonval se crée. À la fin de la période de vingt ans de privilèges exclusifs, d'autres entrepreneurs se lancent dans la ville, en concurrence. L'industrie textile se développe rapidement, assurant une certaine prospérité économique à la cité pendant environ deux siècles et demi.
Création du département des Ardennes à la Révolution
Lors de la Révolution de 1789, l'assemblée constituante décide d'un découpage administratif de la France en départements. Le 7 septembre 1789, l'abbé Sieyès propose ainsi à l'Assemblée nationale la création de 83 départements. Ce découpage est retenu le 26 février 1790, et prend effet le 4 mars 1790. Le département des Ardennes est ainsi créé, et Sedan est de fait l'une des principales villes de ce département. La ville est candidate pour en être même la préfecture, mais n'est pas retenue. En «lot de consolation» d'une certaine façon, elle devient une sous-préfecture et le siège d'un éphémère diocèse des Ardennes.
Évolutions du début du XIXe siècle
Le 6 août 1803, Napoléon Bonaparte, alors premier consul de la République, visite les manufactures textiles de la ville. Dans les ateliers de Guillaume Ternaux, des ouvriers expriment leur mécontentement de la mécanisation en cours de leur travail. On entend quelques cris « À bas les mécaniques ». Bonaparte les fait taire et argumente au milieu du personnel sur la nécessité de cette évolution pour se battre contre l'industrie textile anglaise. Peu de temps après, en 1805, sous le Premier Empire cette fois, la forteresse est déclassée, des terrains militaires sont cédés à la ville et un bastion, le bastion de Floing, est détruit, ce qui permet d'aménager la place Turenne (dont le premier nom évoqué était place Napoléon-Le-Grand). En 1846, après avoir modifié en conséquence l'enceinte, la commune de Torcy est annexée à la ville de Sedan et en devient un quartier. Durant le Second Empire, une voie de chemin de fer est créée de Reims à Charleville (reliée pour la première fois en septembre 1858), puis de Charleville à Donchery (en décembre 1858), et finalement jusqu'à Sedan (en juin 1859). Paris-Sedan se fait en six heures cinq. La station d'arrivée à Sedan est une gare provisoire, construite en bois, à Torcy.
Guerre franco-allemande de 1870
Le 19 juillet 1870, la France déclare la guerre à la Prusse, c'est le début de la Guerre franco-allemande de 1870. Le 1er septembre 1870, l'armée de Châlons, commandée par le maréchal de Mac Mahon, est encerclée et vaincue à Sedan par les troupes prussiennes et des États allemands coalisées. La bataille a lieu aux abords de la citadelle de Sedan, particulièrement à Bazeilles où d'intenses combats de rues ont lieu. C'est aussi au cours de cette bataille, sur le plateau du calvaire d'Illy, que la 1re division de la cavalerie de réserve sous le commandement du général Jean-Auguste Margueritte se sacrifie pour tenter de rompre l'encerclement de l'armée française. La reddition de la ville de Sedan - signée au château de Bellevue, sur les collines qui entourent la ville - provoque la fin du Second Empire le 4 septembre 1870. Sedan reste occupée par les troupes prussiennes jusqu'en 1873.
Démantèlement de la place forte et ville nouvelle
La défaite précipite le démantèlement de la place forte et de l'enceinte autour de la ville. Les autorités municipales décident alors d'en profiter pour réaliser une extension de l'espace urbain. Le château de Sedan et les casernes militaires sont conservés. Une nouvelle avenue est créée, appelée tout d'abord avenue du Mesnil, puis rebaptisée quelques années plus tard avenue Philippoteaux (du nom du maire de Sedan à l'origine de ces aménagements), de nouvelles rues sont ouvertes, de nouvelles places sont créées, la Meuse est en partie détournée, le viaduc de Torcy est construit, un nouveau canal de navigation est ouvert, etc. Peu après, la gare définitive de Sedan est édifiée, de nouveaux établissements scolaires s'élèvent, la synagogue de Sedan est construite, un jardin botanique est aménagé, etc.. Ces aménagements transforment la ville en profondeur. La construction de nouveaux ponts, devenus nécessaires, est lancée ainsi qu'un projet de réseau de tramway, qui n'est toutefois inauguré qu'en 1899, à la fin du XIXe siècle.

Sedan au tout début du XXe siècle
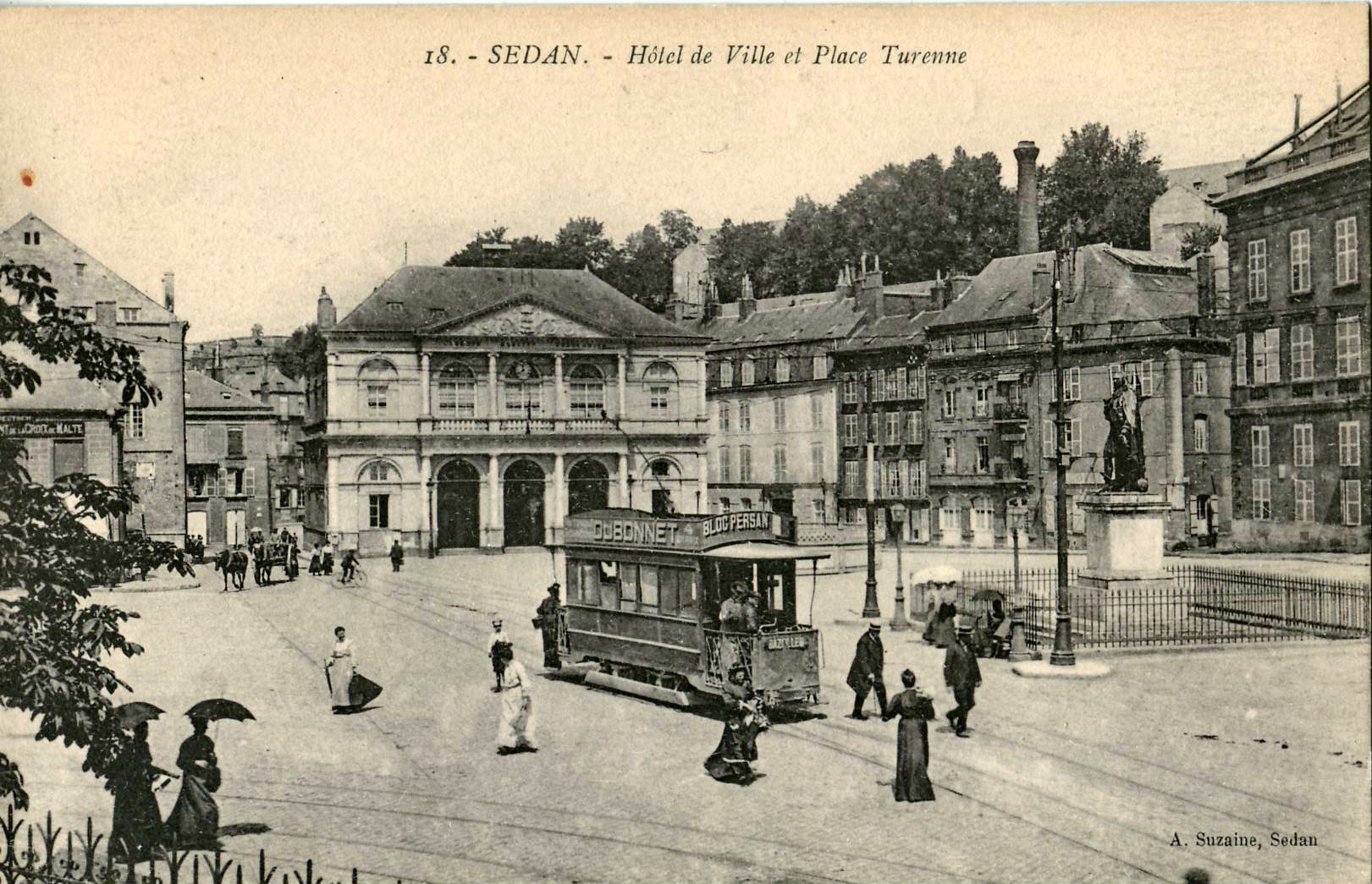
L'hôtel de ville et la place Turenne, avant la Première Guerre mondiale. La ville était alors desservie par le tramway de Sedan.
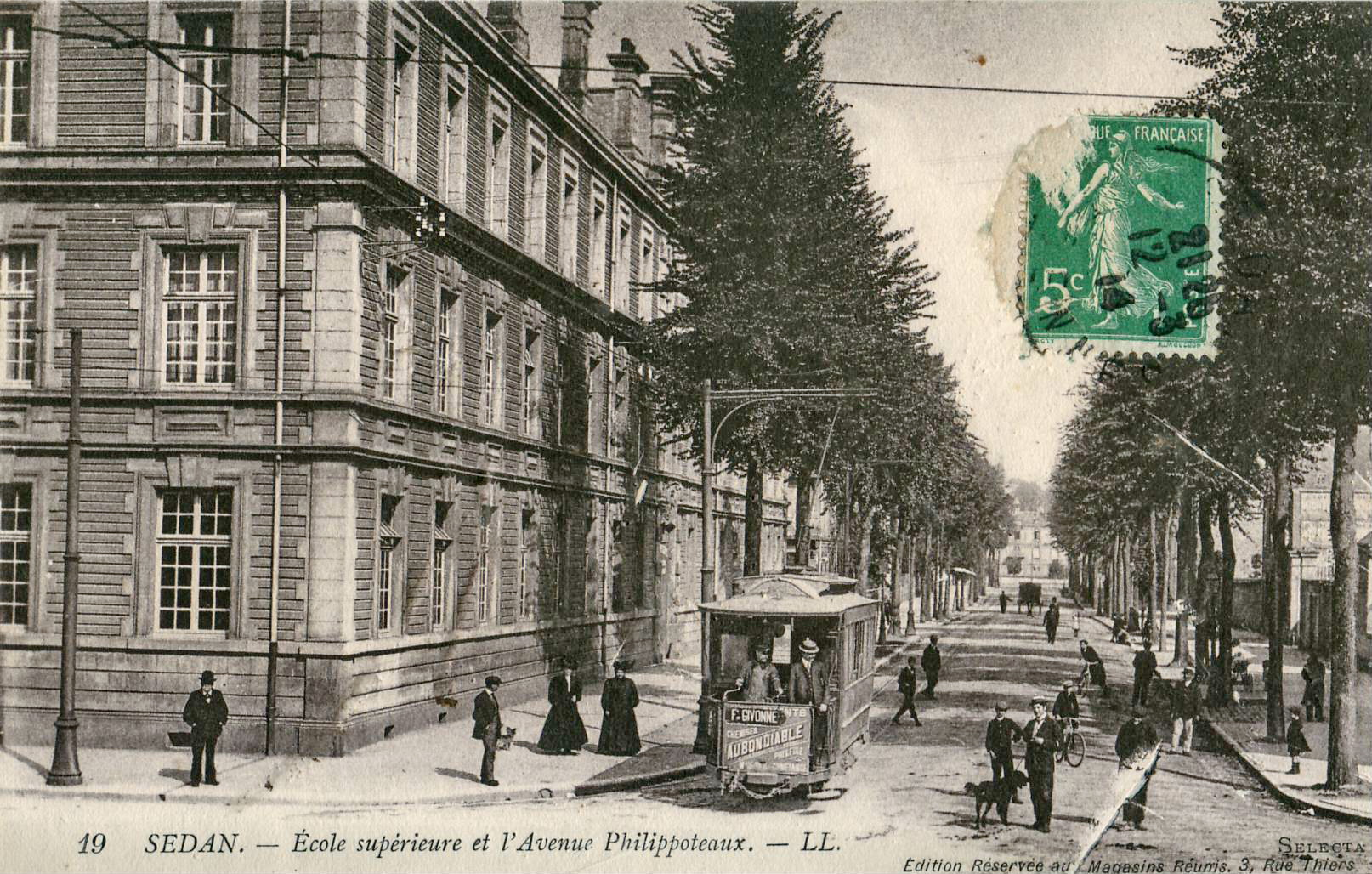
L'École supérieure, avenue Philippoteaux, et un tramway de la ligne 4.
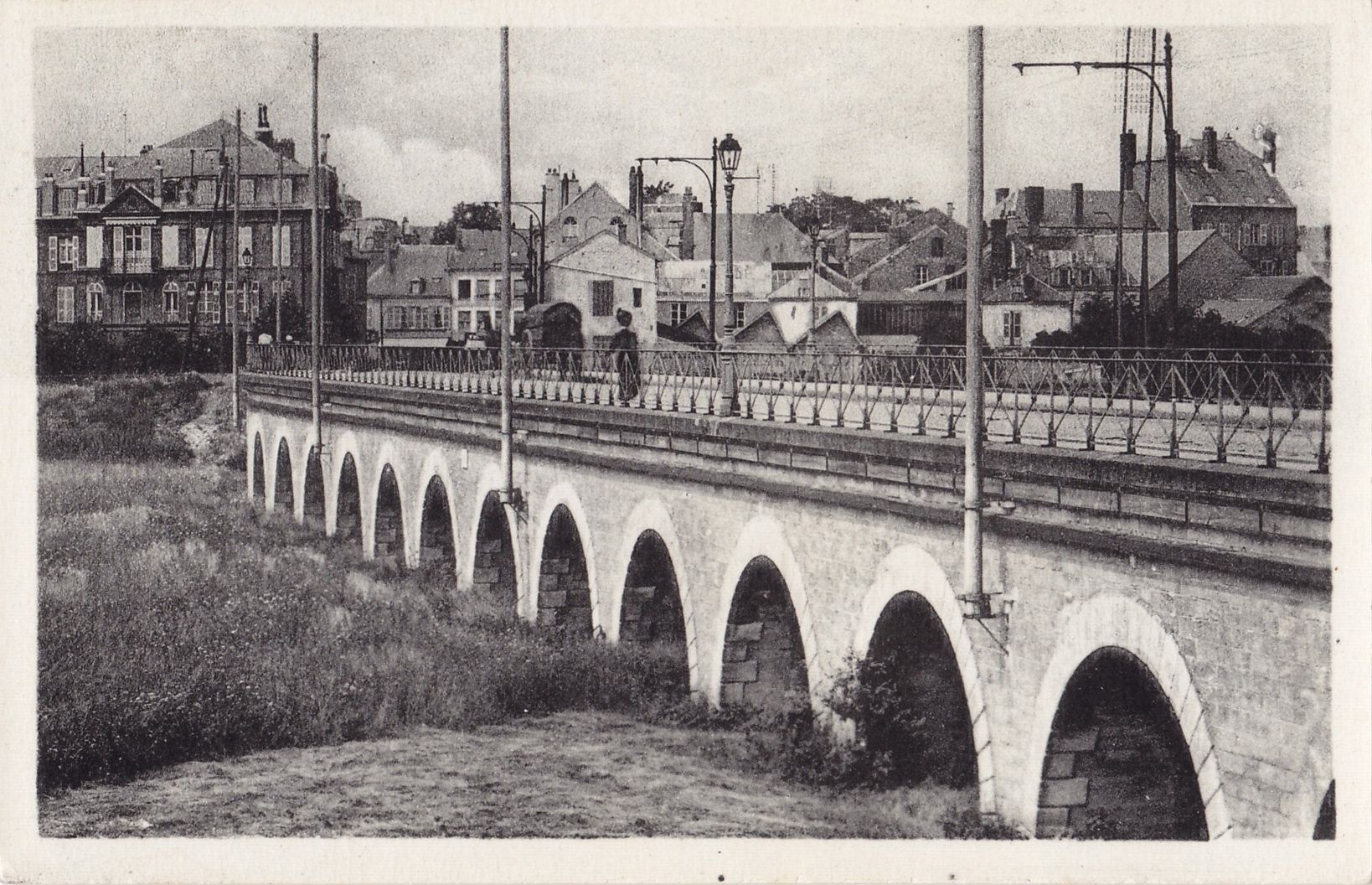
Le viaduc de Torcy, sur la prairie éponyme.
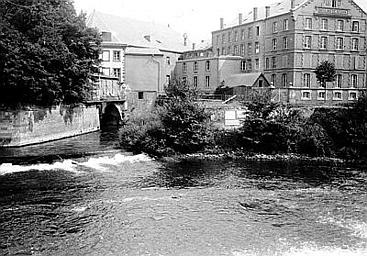
Bâtiments en bord de Meuse.
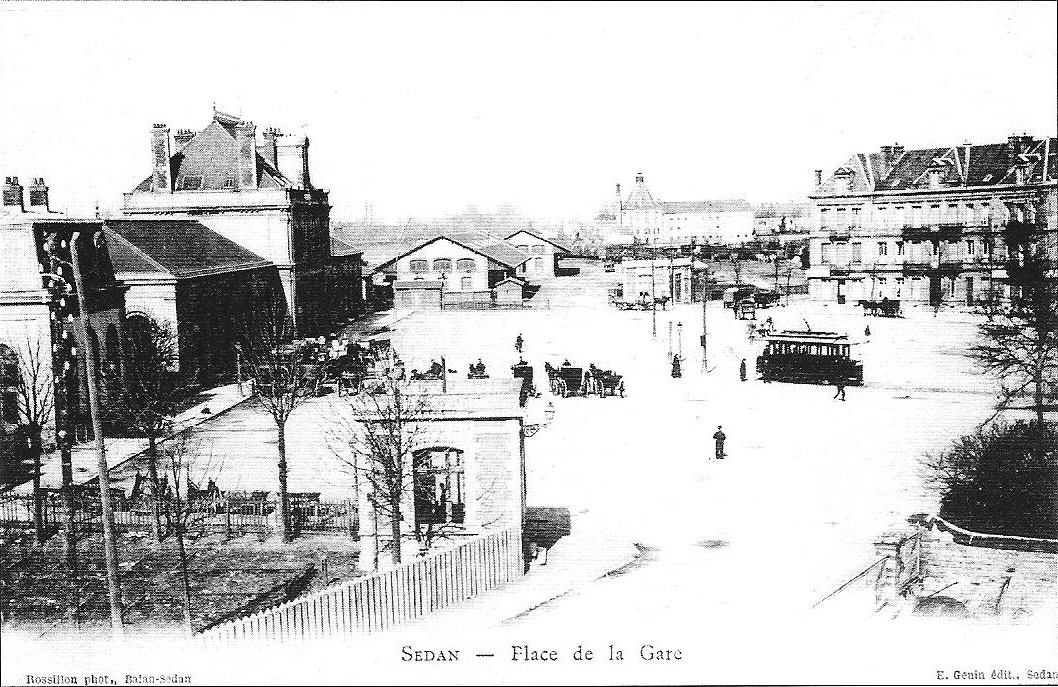
La gare et l'octroi.

Première Guerre mondiale

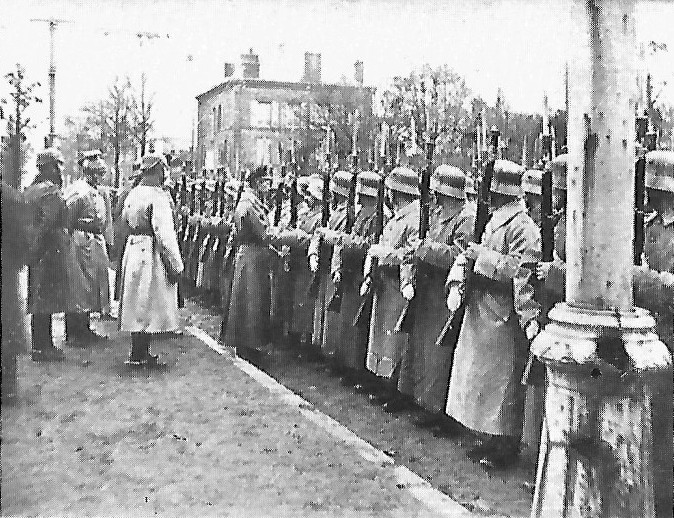
Le Kronprinz passant une revue à Sedan en 1917.

Le 25 août 1914, l'armée impériale allemande exécute 23 civils et détruit de nombreux bâtiments lors des atrocités allemandes commises au début de l'invasion. Les unités mises en cause sont les 25e et 28e régiments d'infanterie.
D'autres batailles ont lieu ensuite lors de la Première Guerre mondiale en août 1914 et en novembre 1918, avec, entre ces deux échéances, une occupation de la ville par les troupes allemandes durant 51 mois. Cette période est marquée pour les habitants restés sur place par des réquisitions, quelques travaux forcés, l'utilisation du château comme camp de prisonniers et des prises d'otages de notables civils envoyés en Lituanie,.
Seconde Guerre mondiale
Le 3 septembre 1939, après l'invasion de la Pologne par l'Allemagne, le Royaume-Uni, puis la France déclarent la guerre à l'Allemagne en vertu d'un traité de février 1921, les liant à la Pologne. C'est pour les Ardennes le début de la Seconde Guerre mondiale, avec une mobilisation générale des hommes en âge de se battre. Le conflit commence par une période appelée la « drôle de guerre » où des troupes françaises stationnées aux frontières de l'Ouest, dont les Ardennes et Sedan, se contentent d'attendre une offensive ennemie. Celle-ci se déclenche huit mois plus tard, en mai 1940.
L'attaque allemande sur la Belgique et le Luxembourg commence le 10 mai 1940. Le 11 mai, un ordre d'évacuation générale est donné à la population sedanaise. Durant la bataille de France, l'armée allemande fait une percée décisive en traversant la Meuse le 13 mai 1940 aux abords de Sedan. Frénois et Torcy sont mis en feu par la Luftwaffe le 13, et une fois la ville prise dans la journée par les Allemands du XIX. Armee-Korps (mot.) de Heinz Guderian, elle subit le feu de l'artillerie française. Sedan est ainsi en partie détruite au cours des combats, « des rues entières ont été rasées ». La ville est ensuite de nouveau occupée par des forces allemandes. Après la signature de l'armistice du 22 juin 1940, la ville de Sedan est incluse dans une zone interdite. Des retours d'habitants sont toutefois tolérés dans un premier temps puis rendus possibles plus officiellement en mai 1943 par la suppression en France de la ligne de démarcation, l'invasion de la zone libre et la fin de fait du premier découpage en zones. Les hommes sedanais en âge de travailler sont soumis au Service du travail obligatoire (STO) et des mouvements de résistance s'organisent. Le 6 septembre 1944, des patrouilles américaines, associées à des résistants français, libèrent la ville. Fin décembre de la même année, la contre-offensive allemande lors de la bataille des Ardennes se rapproche un temps des Ardennes françaises et de Sedan mais est stoppée avant d'y pénétrer. Le bruit des combats parvient jusqu'aux faubourgs de la ville : c'est pour les Sedanais un des derniers épisodes militaires perceptibles de ce conflit.
Les Trente glorieuses
La ville est reconstruite après la Seconde Guerre mondiale sous la direction de l'architecte Jean de Mailly. Les Trente Glorieuses se traduisent par une reprise d'activité, même si l'industrie textile périclite à Sedan comme dans l'ensemble de la France. Un des symboles de la renaissance sedanaise est constitué par son club de football, le Club sportif Sedan Ardennes, et ses performances au niveau national. À la fin des années 1970, la population avoisine les 25 000 habitants, ce pic historique (mais ce chiffre inclut aussi la population de Frénois, une commune absorbée dans Sedan en 1965) entraina la construction de nombreux immeubles de logements dont les Immeubles dits "Les Peignes"  en 1953 labelisé Architecture contemporaine remarquable . Puis avec la crise économique (dont le début est le premier choc pétrolier), l'activité industrielle et commerciale baisse, et la population de la ville régresse à nouveau,.
Le secteur sauvegardé de Sedan est créé en 1992 pour préserver et mettre en valeur le centre historique très dégradé.

### Vie militaire: Sedan, une ancienne ville de garnison
Plusieurs remaniements ont concerné les régiments stationnés à Sedan, qui ne commencent à être stables que vers 1900. Entre 1900 et 1913, le département des Ardennes se trouve en entier sur le territoire du 6e corps d'armée. Les lieux de garnison dans le Nord des Ardennes sont alors Sedan, Givet et Mézières (auxquels s'ajoutent dans le Sud Vouziers et Rethel). En 1913, les troupes affectées à chaque lieu de garnison sont remaniées dans les régions frontalières. Le Nord du département passe sur le territoire du 2e corps d'armée. La ville de Sedan abrite les troupes suivantes :
- 147e régiment d'infanterie, caserné dans le quartier Mac Donald ;
- 14e régiment de dragons ;
- 30e régiment de dragons, caserné au Quartier Fabert, qui se substitue en 1913 au 28e régiment de dragons.

Avant la Seconde Guerre mondiale, le département des Ardennes appartient à la 2e région militaire. Le 155e RIF « Meuse » garnisonne en partie à Sedan, ainsi que les 17e régiment d'artillerie légère, et 12e régiment de chasseurs à cheval.
Le 12e régiment de chasseurs à cheval reste en garnison à Sedan de 1963 à 1983 ainsi que le 1er régiment de hussards parachutistes de 1961 à juillet 1962. Un groupement médical y est stationné entre 1984 et 1992.

## Politique et administration
Le 1er janvier 1965, la commune de Frénois fusionne au sein de Sedan.

### Rattachements administratifs et électoraux
Rattachements administratifs
La commune est le chef-lieu  dans l'arrondissement de Sedan du département des Ardennes.
Elle était le chef-lieu de trois cantons : 
- Sedan-Est ;
- Sedan-Nord ;
- Sedan-Ouest.

Dans le cadre du redécoupage cantonal de 2014 en France, cette circonscription administrative territoriale a disparu, et le canton n'est plus qu'une circonscription électorale.
Rattachements électoraux
Pour les élections départementales, la commune est  depuis 2014 le bureau centralisateur des cantons de Sedan-1, Sedan-2 et Sedan-3
Pour l'élection des députés, elle fait partie de la troisième circonscription des Ardennes.

### Intercommunalité
Sedan était le siège de la communauté de communes du Pays sedanais, un établissement public de coopération intercommunale (EPCI) à fiscalité propre créé fin 2000 et auquel la commune avait transféré un certain nombre de ses compétences, dans les conditions déterminées par le code général des collectivités territoriales.
Après une longue période de rivalité entre Charleville-Mézières et Sedan, les deux territoires ardennais ont décidé de s’unir, pour lutter contre la dévitalisation et le déclin démographique qui les touchent.
De ce fait, la  communauté de communes du Pays sedanais a fusionné avec Cœur d’Ardenne, et deux autres intercommunalités pour former, le 1er janvier 2014, la « communauté d’agglomération de Charleville-Mézières-Sedan » qui a pris en 2016 la dénomination d'Ardenne Métropole, dont Sedan est désormais membre.
Sedan est membre de l'association G10 regroupant les 10 principales villes et intercommunalités des départements de la Marne, des Ardennes et de l'Aisne (Reims, Épernay, Châlons-en-Champagne, Vitry-le-François, Charleville-Mézières, Sedan, Rethel, Soissons, Château-Thierry, Laon).

### Tendances politiques et résultats
Lors du 2d tour de l'élection présidentielle française de 2017 à Sedan, Emmanuel Macron (En Marche!) obtient 58,59 % des suffrages exprimés. En deuxième position, Marine Le Pen (FN) recueille un score de 41,41 %. Sur l'ensemble des votants, 5,52 % ont voté blanc et 2,04 % ont voté nul.
Lors du 2d tour des élections municipales de 2020 dans les Ardennes, la liste DVG-PS-LREM menée par le maire sortant Didier Herbillon obtient la majorité absolue des suffrages exprimés, avec 1 670 voix (53,99 %, 26 conseillers municipaux élus, dont 9 communautaires) pour un troisième mandat, devançant largement les listes menées respectivement par, : 
- Odile Berteloodt  (DVD, 1 136 voix, 6 conseillers municipaux élus, dont 2 communautaires) ;
- Bertrand Bonhomme  (DVD, 287 voix, 9,27 %, 1 conseiller municipal élu) ;

lors d'un scrutin marqué par la pandémie de Covid-19 en France où 66,71 des électeurs se sont abstenus
Récapitulatif des résultats électoraux récents
| Scrutin             | 1er tour | 1er tour | 1er tour | 1er tour | 1er tour | 1er tour | 1er tour  | 1er tour  | 2d tour     | 2d tour     | 2d tour     | 2d tour     | 2d tour     | 2d tour     |
| Scrutin             | 1er      | %        | 2e       | %        | 3e       | %        | 4e        | %         | 1er         | %           | 2e          | %           | 3e          | %           |
| Municipales 2014    | PS       | 45,22    | DVD      | 32,51    | FN       | 15,98    | PCF       | 6,29      | PS          | 51,33       | DVD         | 36,10       | FN          | 12,56       |
| Européennes 2014    | FN       | 27,33    | UMP      | 21,47    | PS       | 18,54    | FG        | 7,49      | Tour unique | Tour unique | Tour unique | Tour unique | Tour unique | Tour unique |
| Régionales 2015     | LR       | 37,46    | FN       | 30,59    | PS       | 17,67    | FG        | 4,22      | LR          | 49,07       | FN          | 30,75       | PS          | 20,18       |
| Présidentielle 2017 | FN       | 26,70    | LFI      | 23,81    | EM       | 20,69    | LR        | 14,92     | EM          | 58,59       | FN          | 41,41       | Pas de 3e   | Pas de 3e   |
| Législatives 2017   | LR       | 37,33    | PS       | 18,92    | FN       | 15,40    | LREM      | 13,07     | LR          | 76,05       | FN          | 23,95       | Pas de 3e   | Pas de 3e   |
| Européennes 2019    | RN       | 32,49    | LREM     | 17,22    | LFI      | 9,96     | EELV      | 9,11      | Tour unique | Tour unique | Tour unique | Tour unique | Tour unique | Tour unique |
| Municipales 2020    | DVG      | 53,99    | DVD      | 36,72    | DVD      | 9,27     | Pas de 3e | Pas de 3e | Tour unique | Tour unique | Tour unique | Tour unique | Tour unique | Tour unique |
| Régionales 2021     | LR       | 39,87    | RN       | 20,04    | EELV     | 11,87    | LFI       | 10,96     | LR          | 51,73       | RN          | 24,05       | EELV        | 19,53       |
| Présidentielle 2022 | RN       | 31,04    | LREM     | 25,37    | LFI      | 23,94    | REC       | 5,82      | RN          | 51,13       | LREM        | 48,87       | Pas de 3e   | Pas de 3e   |
| Législatives 2022   | DVD      | 42,13    | NUPES    | 22,74    | RN       | 17,97    | LREM      | 10,56     | DVD         | 70,25       | RN          | 29,75       | Pas de 3e   | Pas de 3e   |
| Européennes 2024    | RN       | 40,16    | RE       | 13,02    | LFI      | 11,43    | PS        | 10,34     | Tour unique | Tour unique | Tour unique | Tour unique | Tour unique | Tour unique |
| Législatives 2024   | DVD      | 41,24    | RN       | 36,59    | NFP      | 20,18    | LO        | 1,99      | DVD         | 61,39       | RN          | 38,61       | Pas de 3e   | Pas de 3e   |
| ------------------- | -------- | -------- | -------- | -------- | -------- | -------- | --------- | --------- | ----------- | ----------- | ----------- | ----------- | ----------- | ----------- |

### Liste des maires
| Période        | Période                        | Identité                  | Étiquette   | Qualité |
| -------------- | ------------------------------ | ------------------------- | ----------- | --- |
| sept 1944      | mai 1945                       | P. Le Chevalier           |             | |
| mai 1945       | oct. 1947                      | Paul Émile Duchein        | Rad         | Chirurgien |
| oct. 1947      | mai 1950                       | Jean Brincourt            | MRP         | Architecte |
| juin 1950      | mars 1959                      | René Dumay                | MRP         | Géomètre-expert Conseiller général de Sedan-Nord (1955 → 1973)                                                                               |
| 1959           | 1971                           | Henri Gochard             |             | Industriel |
| 1971           | 1983                           | Gilles Charpentier        | PS          | Médecin |
| 1983           | 1989                           | Claude Démoulin           | PS          | Fonctionnaire de la DDE |
| 1989           | 1991                           | Claude Vissac             | DVD         | Chef d'entreprise |
| 1991           | 1992                           | Michel Pochet             | DVD         | Industriel textile |
| 1992           | 1995                           | Claude Vissac             | DVD         | Chef d'entreprise |
| 1995           | 2004                           | Jean-Paul Bachy           | PS          | |
| avril 2004     | 19 juin 2008                   | Dominique Billaudelle (d) | PS          | Conseiller général de Sedan-Nord (1998 → 2008) Décédé en fonction                                                                            |
| 4 juillet 2008 | En cours (au 21 décembre 2021) | Didier Herbillon (d)      | PS puis DVG | Professeur Conseiller général de Sedan-Est (2004 → 2011) Vice-président de la CA Ardenne Métropole (2014 → ) Réélu pour le mandat 2020-2026, |

### Labels
Ville fleurie trois fleurs (depuis 2001), à l'instar de 24 autres communes ardennaises dont Charleville-Mézières et Rethel. Un secteur sauvegardé de 52 hectares créé en 1992 englobe le centre historique. Villes et Pays d'Art et d'Histoire (depuis 2000).

### Jumelages
Eisenach (Allemagne) depuis 1991.
 Turenne (Corrèze) (France) depuis 2011.

## Population, société et urbanisation

### Classement démographique
Selon les données de l’Insee, la population de la ville de Sedan s'établit à 16 248 habitants au recensement de la population de 2017 (population municipale).
Avec une superficie communale de 1 628 hectares, la densité de population s'élève à près de 1 000 habitants par km², ce qui en fait deuxième ville la plus densément peuplée du département des Ardennes, après Charleville-Mézières, préfecture du département.
En 2008, l’unité urbaine de Sedan, qui s'étend sur sept communes, regroupe 27 485 habitants et se classe au 2e rang départemental, après Charleville-Mézières, et son aire urbaine, incluant les communes périurbaines situées dans la zone d’influence forte de la ville, rassemble 42 909 habitants.
Ces différentes données font de Sedan non seulement la deuxième ville la plus peuplée du département des Ardennes, mais également la deuxième agglomération urbaine du département.
L'aire urbaine de Sedan compte plus de 30 000 habitants pour plus de 10 500 emplois, en 2015, elle est donc aussi la deuxième plus grande aire urbaine des Ardennes après celle de Charleville-Mézières.
Au niveau régional, elle occupe la huitième place en Champagne-Ardenne au niveau de la ville intra-muros, la septième place au plan de son unité urbaine et le huitième rang quant à son aire urbaine.

### Évolution démographique
L'évolution du nombre d'habitants est connue à travers les recensements de la population effectués dans la commune depuis 1793. Pour les communes de plus de 10 000 habitants les recensements ont lieu chaque année à la suite d'une enquête par sondage auprès d'un échantillon d'adresses représentant 8 % de leurs logements, contrairement aux autres communes qui ont un recensement réel tous les cinq ans,.

En 2022, la commune comptait 16 727 habitants, en évolution de −0,71 % par rapport à 2016 (Ardennes : −2,97 %, France hors Mayotte : +2,11 %).
| 1793   | 1800   | 1806   | 1821   | 1831   | 1836   | 1841   | 1846   | 1851   |
| ------ | ------ | ------ | ------ | ------ | ------ | ------ | ------ | ------ |
| 12 033 | 10 634 | 10 838 | 12 123 | 13 806 | 14 536 | 15 585 | 14 635 | 16 759 |

| 1866   | 1872   | 1876   | 1881   | 1886   | 1891   | 1896   | 1901   | 1906   |
| ------ | ------ | ------ | ------ | ------ | ------ | ------ | ------ | ------ |
| 13 793 | 14 039 | 16 593 | 19 556 | 19 306 | 20 292 | 20 163 | 19 349 | 19 599 |

| 1911   | 1921   | 1926   | 1931   | 1936   | 1946   | 1954   | 1962   | 1968   |
| ------ | ------ | ------ | ------ | ------ | ------ | ------ | ------ | ------ |
| 19 516 | 17 509 | 18 298 | 18 908 | 18 559 | 13 514 | 17 637 | 20 336 | 23 037 |

| 1975   | 1982   | 1990   | 1999   | 2006   | 2011   | 2016   | 2021   | 2022   |
| ------ | ------ | ------ | ------ | ------ | ------ | ------ | ------ | ------ |
| 23 995 | 23 477 | 21 667 | 20 548 | 19 934 | 18 512 | 16 846 | 16 608 | 16 727 |

### Santé
La commune dispose du centre hospitalier de Sedan, ayant en 2018 une capacité de 492 lits et places, dont :
- médecine : 120 ;
- chirurgie : 41 ;
- gynéco-obstétrique : 21 ;
- moyen séjour : 30 ;
- long séjour : 43 ;
- hébergement : 237.

### Enseignement
La commune de Sedan dépend de l'académie de Reims (rectorat de Reims) et les écoles primaires de la commune relèvent de la direction des services départementaux de l'Éducation nationale (inspection académique) des Ardennes.
Pour le calendrier des vacances scolaires, Sedan est en zone B.
Sur la commune de Sedan, 27 établissements scolaires sont ouverts en 2018 : 19 écoles, quatre collèges et quatre lycées :
Les écoles maternelles :
- école Bellevue ;
- école Blanpain  labelisée Architecture contemporaine remarquable;
- école Frenois ;
- école Georges-Ouvrard ;
- école l'Esplanade ;
- école la Prairie ;
- école maternelle la Plage ;
- école maternelle Résidence ;
- école Pierre-Congar-Fond-de-Givonne.

Les écoles élémentaires :
- école Bellevue ;
- école Blanpain  labelisée Architecture contemporaine remarquable;
- école Frenois ;
- école Georges-Ouvrard ;
- école l'Esplanade ;
- école la Prairie ;
- école Pierre-Congar-Fond-de-Givonne ;
- école primaire Leclerc-Adam ;
- école primaire privée de la Salle ;
- école primaire privée du Sacré-Cœur.

Les collèges :
- collège Élisabeth-de Nassau ;
- collège le Lac ;
- collège Mabillon ;
- collège Turenne de Sedan (d).

Les lycées :
- lycée Mabillon ;
- lycée Pierre-Bayle ;
- lycée professionnel Jean-Baptiste-Clément ;
- lycée professionnel Le Château.

### Culture
La ville de Sedan dispose des équipements culturels suivants :
- un pôle culturel inauguré en 2013 regroupant le service municipal Espace Vie Associative et Culturelle (Evac), la Maison de la Jeunesse et de la Culture Calonne, un pôle danse, un studio de répétition de musiques actuelles et une salle de spectacles de 450 places[78] ;
- une médiathèque composée de différentes sections : « lecture publique adultes », « images et son », « études et patrimoine », « lecture publique jeunesse »[25],[79] ;
- l'amphithéâtre Pierre-Mendès-France qui dispose de 160 places et peut accueillir des conférences, des réunions publiques, des assemblées générales ou encore des spectacles[25],[80] ;
- la salle Marcillet, rénovée en 2005, d'une capacité de 1 000 places assises et 2 000 places debout, accueille des spectacles (concerts, pièces de théâtre), mais aussi des salons, des colloques, des spectacles de danse, des thés dansants, des expositions, etc.[25],[81] ;
- le cinéma Turenne, rénové en 2009. Il comprend trois salles et peut projeter des films 3D[25],[82].

Ces équipements culturels sont pour l'essentiel implantés en centre-ville, à proximité de la Meuse, l'espace urbain plus ancien entre le château et ce fleuve étant moins bien pourvu.

### Sports

#### Équipements sportifs
- La salle Marcel-Schmitt, 1 000 places (handball, basket, volley, gymnastique, boxe, karaté).
- Le cosec de Balan (basket, handball).
- Le cosec Esplanade (tir à l'arc, handball, volley-ball, haltérophilie, judo).
- La salle de sport Jean-Jaurès (gymnastique, fitness, musculation, escrime, judo).
- La maison de la formation (tennis de table, boxe).
- Le gymnase militaire (roller)[83].
- Le gymnase du château (basket, handball, futsal).
- Les cosec du Lac (tennis, badminton).
- Le stade Barré-Faillon (football).
- Le stade d'athlétisme du Lac (athlétisme).
- Le terrain de la Marfée, quartier de Frenois (football).
- La prairie de Torcy (football).
- Le lac de Sedan (voile, canoë).
- La Meuse (aviron, canoë-kayak).
- Le centre aquatique du pays Sedanais (natation, water-polo, aqua-gym, fitness, balneo, plongée...).
- Le skate-park en béton (ouverture printemps-été 2014).
- Le stand de tir (tir à la carabine, pistolet...).

Ainsi que de nombreuses salles de danse (contemporaine, moderne-jazz, flamenco, classique...).

#### Football

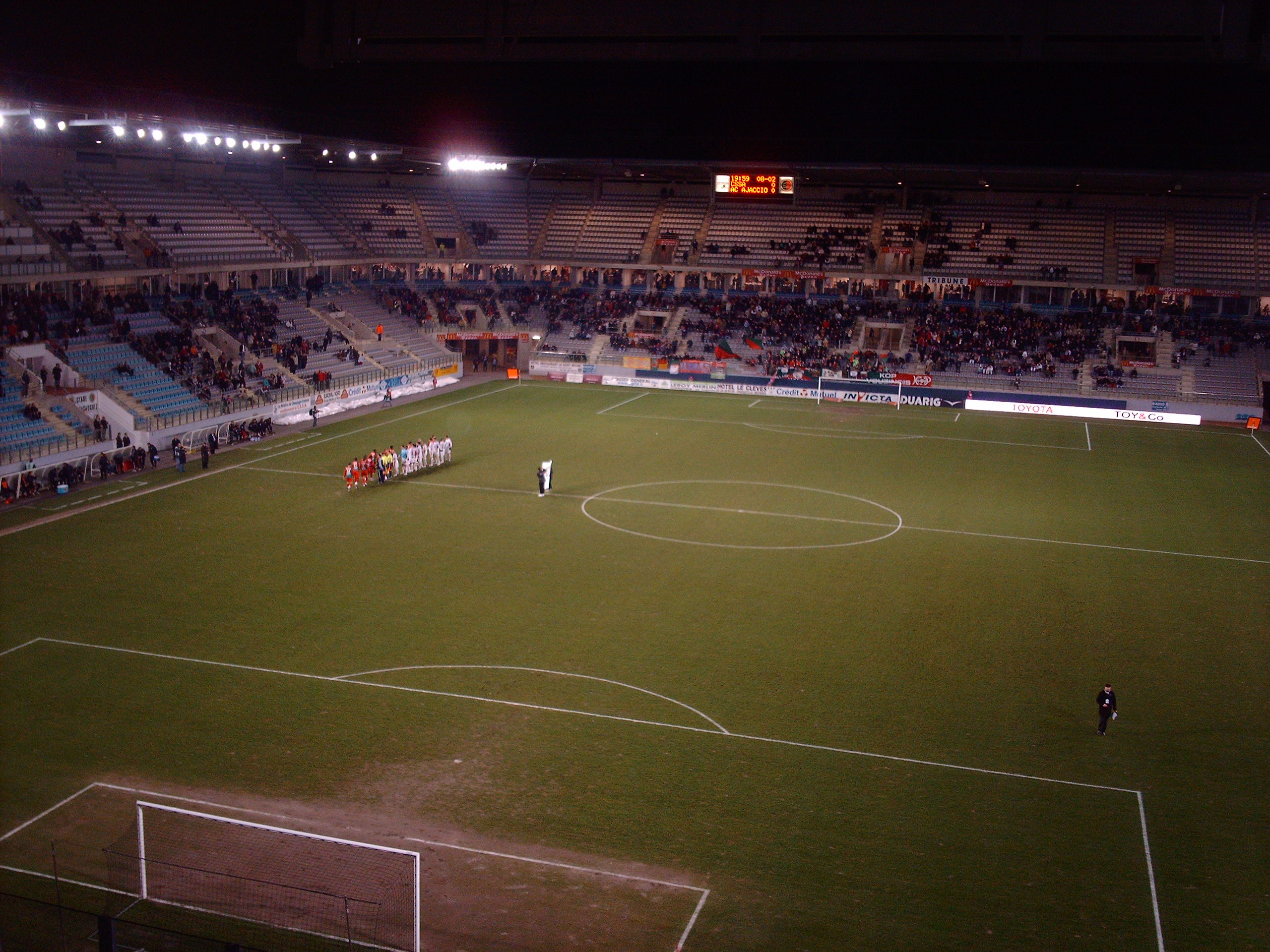
Stade Louis-Dugauguez du CS Sedan Ardennes.

Sedan possède un club de football, le CS Sedan Ardennes, jouant au stade Louis-Dugauguez, celui-ci fut construit en l'an 2000 afin de remplacer le vétuste et mythique stade Émile-Albeau. Le stade qui possède 24 389 places, a emprunté son nom à l'ancien sélectionneur de l'équipe de France des années 1960, Louis Dugauguez. Le stade accueille les rencontres de championnat du CSSA, mais également les matchs de coupe et même des rencontres internationales comme Belgique - Qatar en 2009, France U21 - Pays-Bas U21 en 2015, ou encore France - Norvège chez les féminines en 2017.
L'équipe de football de la ville, qui évolue en National 2 pour la saison 2019-2020, a un palmarès important : 
- trophée des champions (1) : 1956 ;
- coupe de France (2) : vainqueur en 1956 et 1961, finaliste en 1965, 1999 et 2005, demi-finaliste en 1954, 2002, 2007 ;
- championnat de France de Ligue 2 (1) : champion en 1955, vice-champion en 1972, 1999 et 2006 ;
- championnat de France de National (D3) (1) : champion en 1990 ;
- championnat de France Amateurs (D4) (1) : champion en 1951 et 2015 ;
- championnat de France Amateurs 2 (D5) : vice-champion en 2014 ; 2020 ;
- champion Division d'Honneur du Nord-Est (D4) (1) : champion en 1950.

La ville de Sedan dispose également de deux stades synthétiques : le stade Michel-Charlot inauguré en 2008 et accueillant l'école Sedanaise de Football, le club de football Sedan-Le Lac et les établissements scolaires de Sedan ; le stade André-Victor récemment rénové et accueillant l'Olympique de Torcy-Sedan ainsi que les établissements scolaires du quartier.

#### Course à pied/cyclisme
Chaque année depuis 1906 est organisée la plus ancienne course pédestre de ville à ville le Sedan-Charleville. Très populaire près de 3 000 participants y prennent part, tandis que des milliers de spectateurs se précipitent le long de ses 24,3 km.
Un cyclo-cross de renommée s'y est déjà déroulé. Il a été le support d'un Championnat de France de cyclo-cross en 2006 et de deux manches du Challenge la France cycliste de cyclo-cross en 2003 et 2004[réf. nécessaire].
La ville accueille également une épreuve atypique du challenge bike and run, né dans les Ardennes il y a une vingtaine d'années.
Le cyclisme sur piste connut ses heures de gloire à Sedan puisqu'un vélodrome atypique par ses deux virages différents fut à l'origine d'innombrables titre de champion de Champagne tels que J.L. Vellenriter, S. Magny, Williams Boillot qui participa aux championnats du monde des juniors à Mexico, un an après les titres de champion de France, et aussi les médailles d'Argent (poursuite) et de Bronze (route) de Jean-François Dury lors des championnats du Monde junior à Buenos-Aires en 1979. Ce jeune champion trouva la mort dans un accident de la route la veille de son départ pour les Jeux olympiques de Moscou en 1980. La municipalité décida de donner son nom à ce vélodrome avant de le vouer à la destruction à la fin des années 1980[réf. nécessaire].
La ville de Sedan accueille également un club de VTT : le Sedan Sprint Club, basé au Bannet (Givonne)[réf. nécessaire].

#### Handball
Sedan dispose d'un club de handball, le HSA. Le club évolue en N3 (division 5)[Quand ?] après avoir longtemps évolué en N1 (division 3).[réf. nécessaire]

#### Canoë-kayak
Le club de canoë-kayak de la ville est très réputé et possède des sportifs champions du monde comme Étienne Hubert.

#### Roller
Sedan est également une ville de roller, trois champions ou ex-champions y vivent, les trois ayant fait partie de l'équipe de France. Ils ont été formés au centre social le Lac[réf. nécessaire].

### Manifestations culturelles et festivités
- Le festival médiéval : Depuis 1996, il prend place le troisième weekend de mai et offre une reproduction fidèle de la vie au Moyen Âge et de ses croyances[89]. En 2023 le festival a enregistré 21 500 visiteurs[90].

- Le festival « Mouvements de Rue » : Ponctuant la rentrée scolaire, le festival des arts de la rue du pays sedanais est entièrement gratuit. Une troupe de saltimbanques de divers horizons artistiques déambule dans les rues du centre historique, invitant les spectateurs à les suivre[91]. Le festival peut également s'établir dans des villages alentour.
- La Foire : Programmée en septembre, elle met en exergue le savoir-faire économique, industriel et agricole de la région. S'étendant sur une majeure partie du centre-ville historique, elle accueille dans les années 2010 environ 200 000 visiteurs sur 5 jours et reste une des plus grandes foires de rue du Nord-Est de la France. Une Foire agricole (et forestière) est à l'honneur dans le même temps, campant sur le lieu-dit de la prairie de Torcy[92].
- Le RAMMA (Salon européen du modélisme) : Le rendez-vous d'automne des maquettistes et modélistes des Ardennes est organisé par le centre social le Lac. Il  se déroule tous les deux ans et réunit 600 exposants dans un espace couvert. Des représentants de plusieurs pays y sont conviés après avoir été sélectionnés[93].
- La Frappadingue Ardennes X-TREM[94]: course folle d'obstacles sur 12 km (passages d’échelle, ponts de singe, filets à grimper, ballots de paille, amas de pneumatiques, tubes à franchir, boues, traversée de la Meuse à la nage) organisée une fois par an au mois de mai. Devise : « J'y étais et j'ai terminé ».

### Médias
Tous les deux mois la ville de Sedan fait paraître Sedan Magazine.

### Cultes

#### Catholique
- Église Saint-Charles-Borromée, place d'Armes de Robert de Cotte (1685), classée en 1980[96],[97].
- Église Notre-Dame-Saint-Léger néo-gothique, rue Jean-Jaurés, quartier de Torcy, construite en 1866-1868[97].
- Église Saint-Vincent-de-Paul moderne, rue Watteau, quartier de Torcy.
- Église Saint-Étienne, faubourg du Fond de Givonne, quartier de Givonne. Construite en deux étapes, en 1843-1845 puis en 1865, incendiée en 1914 et restaurée à l'identique après la Première Guerre mondiale[97]
- Église Saint-Pierre de Frénois, rue du Chêne.
- Chapelle Saint-Vincent-de-Paul de l'hôpital, avenue du Général-Marguerite[97].
- Chapelle princière du château[97].
- Chapelle du collège-lycée Mabillon, avenue des Martyrs-de-la-Résistance, quartier de Torcy.
- Ancien couvent des Capucins irlandais. La crypte, et le tombeau d'Abraham de Fabert d'Esternay, classé en 1962[98], puis hôpital militaire, est rasé en 1970 et a fait place à un ensemble d'immeubles appelé résidence d'Ardennes[97].
- Oratoire de la Vierge de Frénois.

#### Protestant
- Temple protestant de Sedan, place d'Alsace-Lorraine (1896) de Charles-Auguste Goulden. En 1803, les protestants de Sedan reçoivent l'ancien couvent des Sœurs de la Propagation de la Foi, devenu gendarmerie après 1790. L'église du couvent devient temple, les autres bâtiments deviennent école et orphelinat[97].
- Évangélique Mission Chrétienne, rue Louis-Busson.

#### Judaïque
- Synagogue de Sedan, rue de la Paix, inscrite en 1984[99],[97].

## Économie

### Données statistiques
En 2021, le revenu fiscal médian par ménage était de 17 180 €.
Sedan possède une antenne de la Chambre de commerce et d'industrie des Ardennes.

### Secteurs d'activité
- Le château fort, le plus étendu d'Europe, attire plus de 100 000 visiteurs par an[101]. Ce château, incluant au XXIe siècle, dans un partenariat privé/public, un hôtel, un restaurant, etc., est devenu le lieu payant le plus visité des Ardennes[89],[102],[103].
- Textile : tapis et pantoufles : l'industrie textile naguère florissante (draperie) ne subsiste plus que sous la forme de quelques productions artisanales, dont un exemple intéressant était la Manufacture du Tapis Point de Sedan dont les origines remontent à 1878 (à présent fermée depuis 2007)[104] ou encore l'Atelier de la Pantoufle Ardennaise, où l'on peut suivre la confection de pantoufles en feutre.
- Sedan a connu une activité métallurgique, avec notamment une usine ayant produit annuellement de 100 000 à 130 000 tonnes de tubes en acier de gros diamètre destinés au transport du pétrole et du gaz. En septembre 1986, l'usine, exploitée par GTS Industries de Sedan S.A., ferme, conséquence de la baisse du cours du pétrole. L'URSS était devenue alors le seul client de l'usine[105].
- Les emplois industriels ont perdu de leur importance. Le secteur commercial subsiste, avec des zones commerciales dont la zone de chalandise déborde vers les zones rurales à l'est de la ville (l'Ouest étant davantage attiré par Charleville-Mézières). Ces commerces sont situés en centre-ville, y compris un marché, et dans les zones commerciales de Sedan Marne et de Bazeilles/Balan[25]..
- Un équilibre s'est constitué entre les emplois salariés du secteur marchand et ceux du secteur non marchand, chaque catégorie accueillant entre 2 500 et 3 000 emplois. Les emplois du secteur non marchand sont notamment situés dans le Nord de la ville qui accueille la cité administrative municipale, la sous-préfecture, le centre hospitalier, etc.[25].
- Bière : l'industrie brassicole sedanaise a perdu en 1979 son fleuron, la GBA (Grande Brasserie Ardennaise), qui s'élevait sur un emplacement repris depuis par un hypermarché Leclerc. Mais les années 2000 ont été marquées par un retour de quelques producteurs locaux comme la micro-brasserie La Gourmée ou la brasserie 90.
- Sur le territoire de Sedan, au moins trois types de produits alimentaires traditionnels issus d'un savoir-faire et d'un terroir sont fabriqués (volailles de Champagne, chocolat Ardoise ainsi que le jambon sec des Ardennes).

### Zones d'activités

#### À Sedan
Zone d'activités économiques Torcy-Sedan d'une superficie de 40 ha.[réf. nécessaire]

#### À proximité
Six zones d'activités se trouvent à proximité de Sedan : zone d'activités intercommunale du Pays Sedanais (10 ha), zone industrielle de Glaire (122 ha), zone d'activités de Vivier-au-Court (7,7 ha), zone d'activités de Vrigne-aux-Bois (100 ha), parc d'activités de Donchery (80 ha), parc d'activités Bazeilles-Douzy (200 ha).

### Marchés de Sedan
Existant depuis l'ère princière, les marchés prennent place les mercredis et samedis matin dans le centre-ville, place Crussy et place de la Halle. Ils sont composés d'un marché couvert, et d'un marché de plein-air ouvert toute l'année de 7h à 13h.
Cette tradition marchande perpétuée depuis des siècles connaît un temps fort début septembre avec l'organisation de la foire de rue de Sedan qui attire plus de 250 000 visiteurs.

## Culture locale et patrimoine

### Lieux et monuments
Sedan comprend un secteur sauvegardé et est classée Ville d'Art et d'Histoire. Ses principaux monuments sont :

#### Châteaux
- Le château haut, château fort le plus étendu d'Europe, classé en 1965[108],[109]. Les collections du Musée municipal labellisé Musée de France y sont exposées depuis 1978.
- Le « Château-Bas » ou Palais des Princes[110], à l'entrée de la citadelle, construit en 1613-1614 par Salomon de Brosse et classé en 1952[111].

#### Patrimoine civil

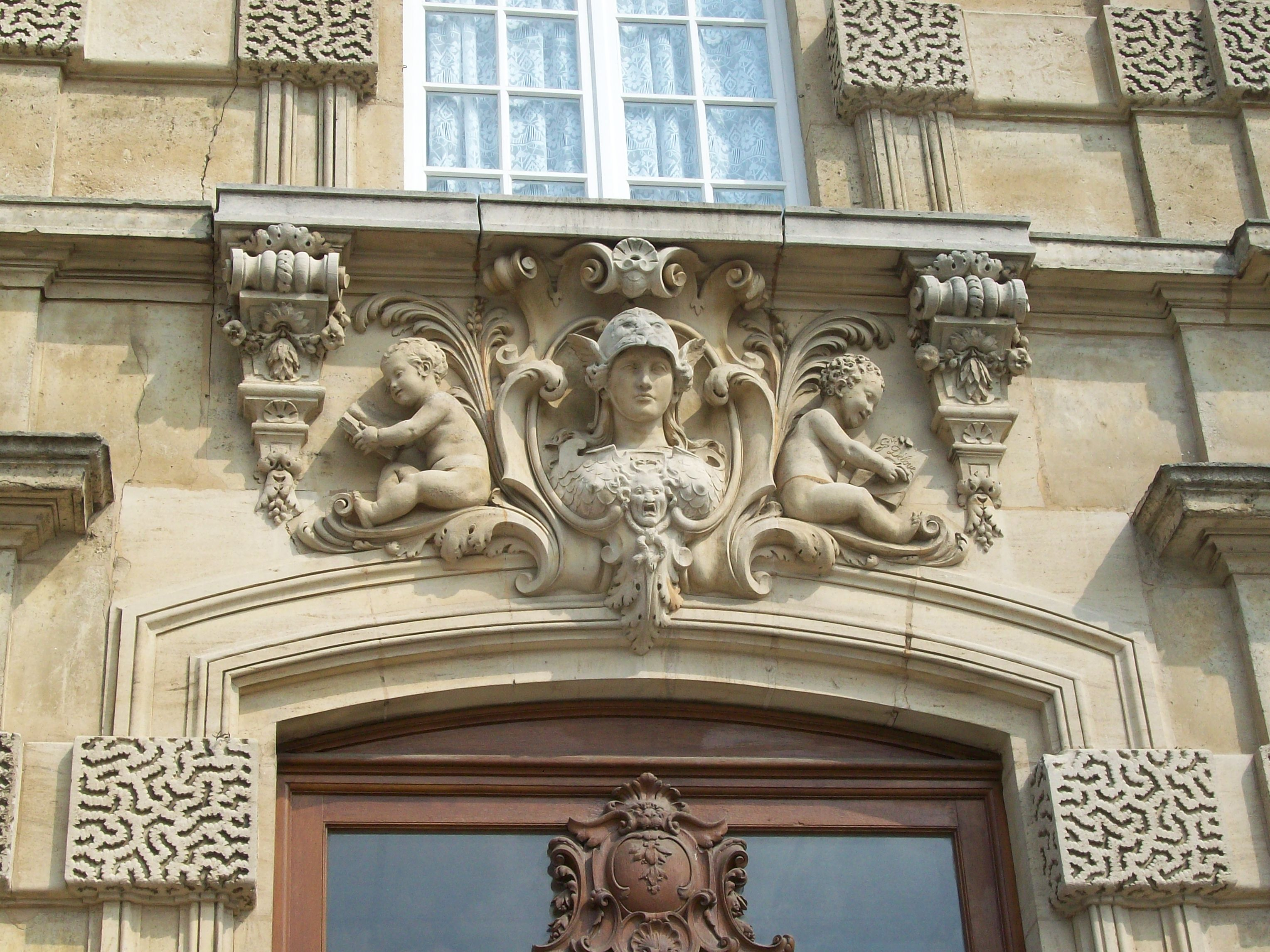
Lycée Turenne.

- L'ancien hôtel de ville (1613) de Salomon de Brosse, inscrit en 1996[112].
- Le Collège académique, fondé en 1574, puis l'Académie de Sedan en 1601.
- La place d'Alsace-Lorraine, le jardin botanique de Sedan, le monument aux morts de 1870, par Aristide Croisy.
- Le lycée Turenne, sculptures de Gustave Jean-Baptiste Gustave Deloye.
- La reconstruction de 1950, par Jean de Mailly.
- Maison Laurent Cunin-Gridaine, 8 rue de Bayle, construite pour Laurent Cunin-Gridaine, ministre de l'Industrie du roi Louis-Philippe, de 1840 à 1848.
- Maison Poupart, 33 place de la Halle.
- L'hôpital de Sedan, fondé en 1521, anciennement maison des Douze Apôtres, ayant été tenu par les sœurs de la charité de Vincent de Paul.

#### Patrimoine religieux

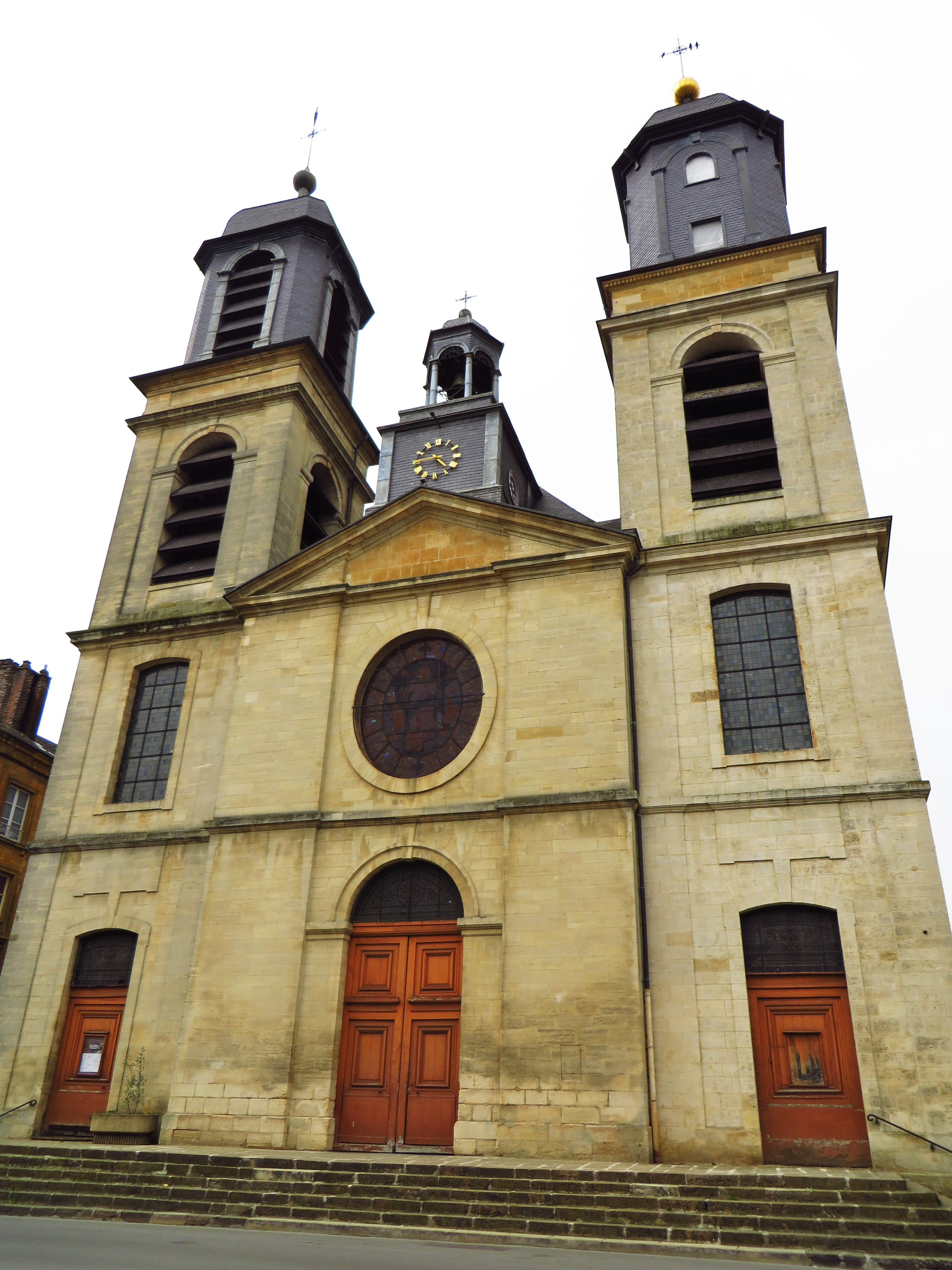
Église Saint-Charles-Borromée.
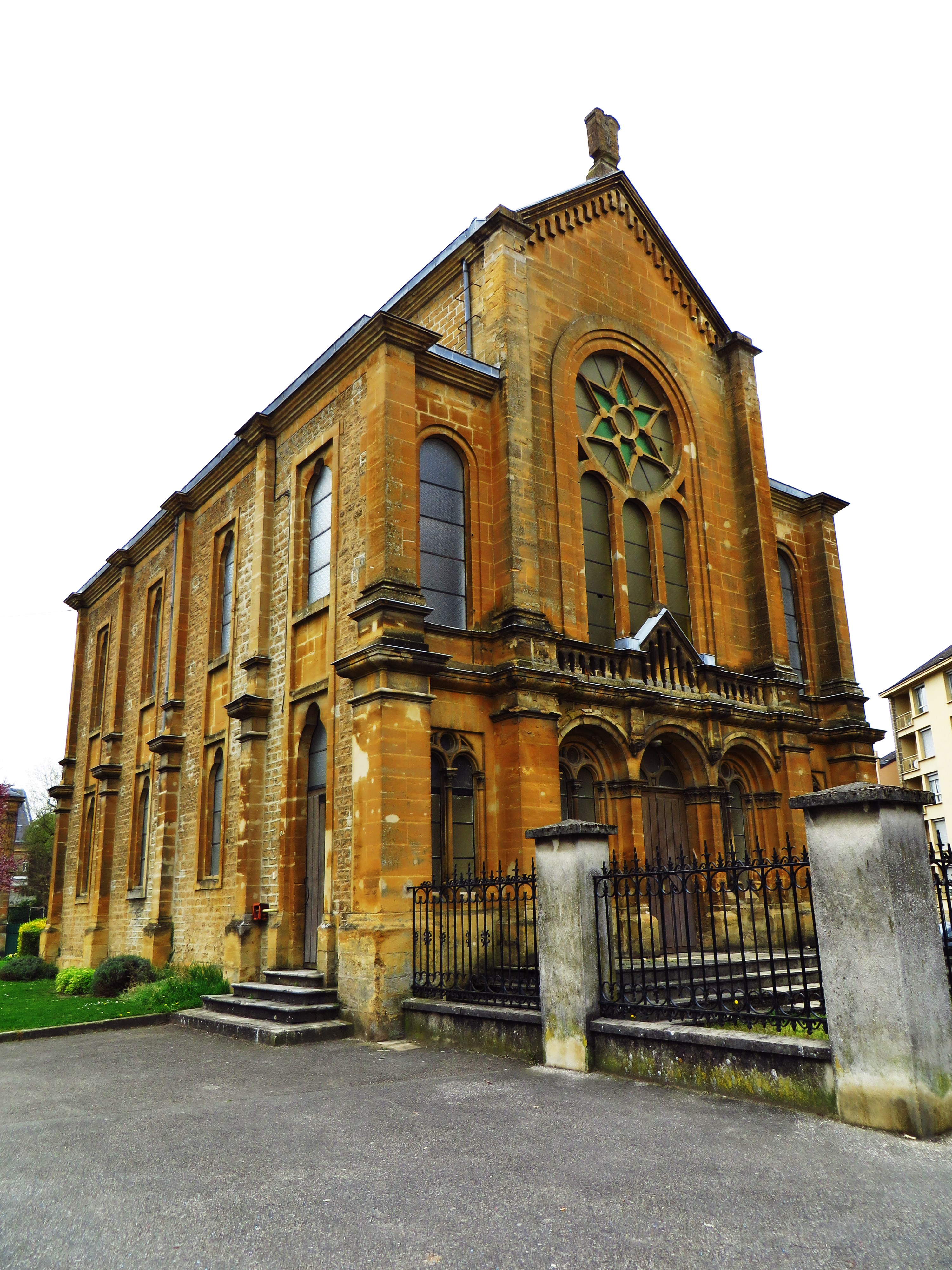
Synagogue de Sedan.
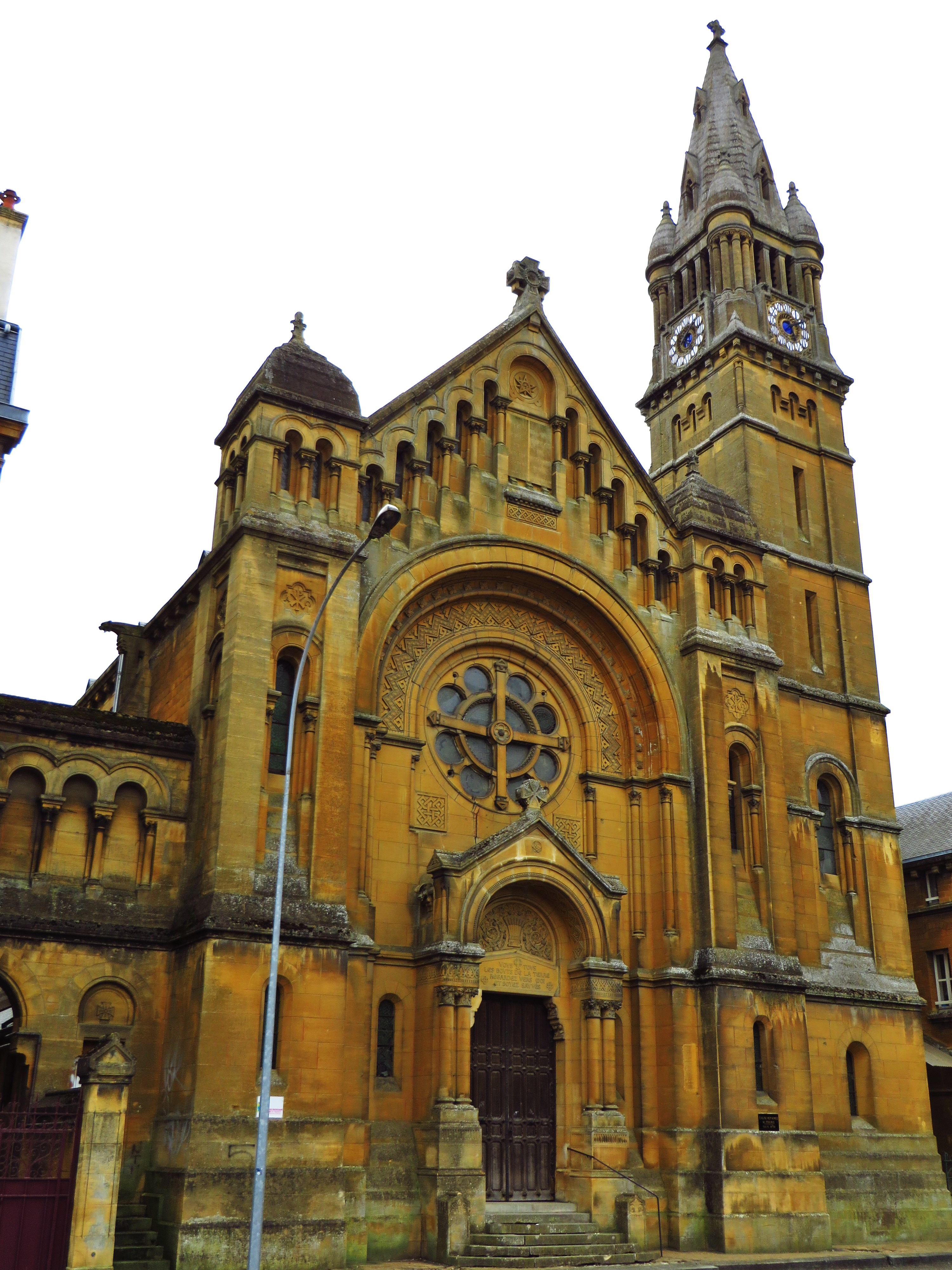
Temple protestant de Sedan.
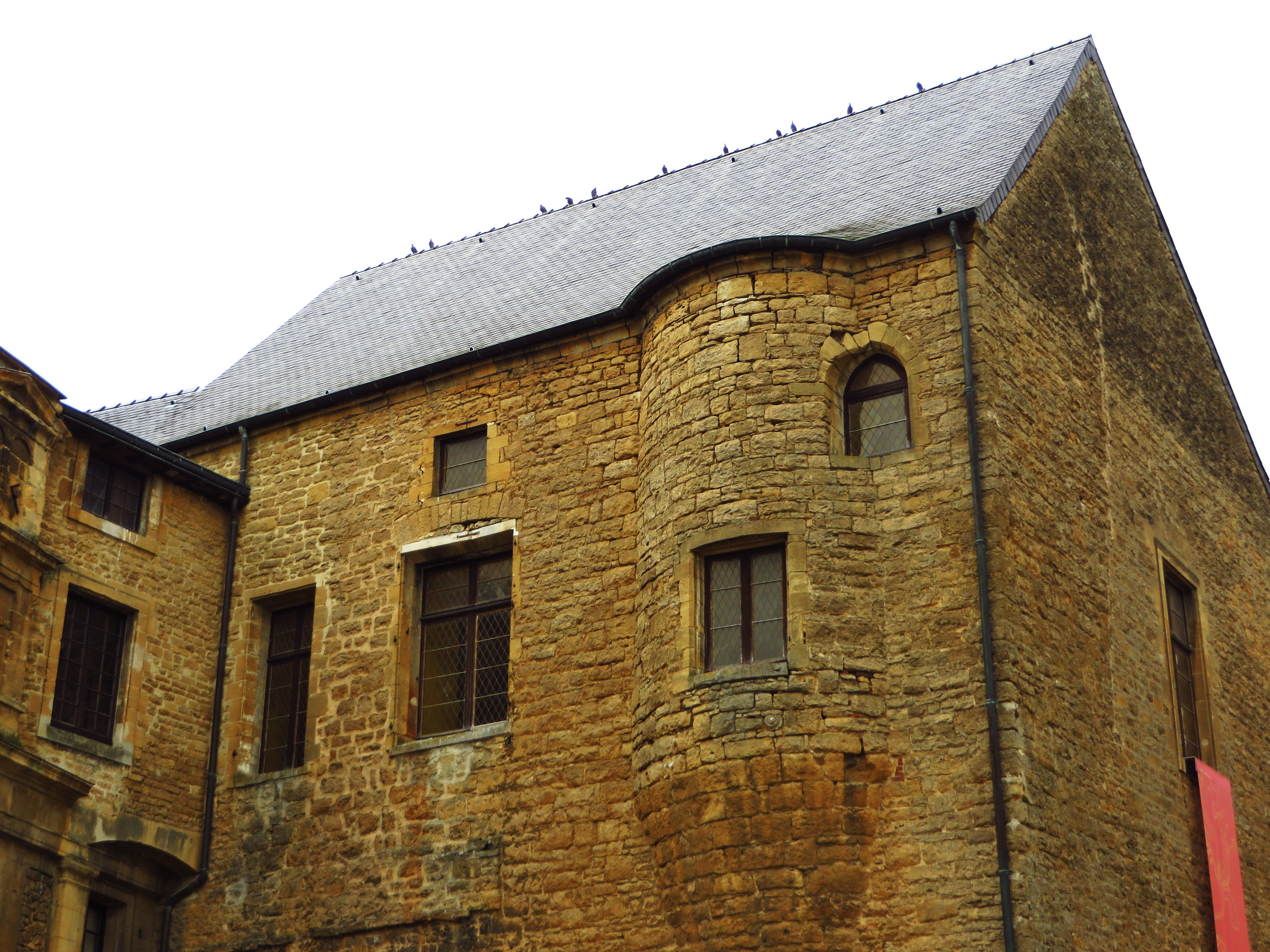
Chapelle du château.
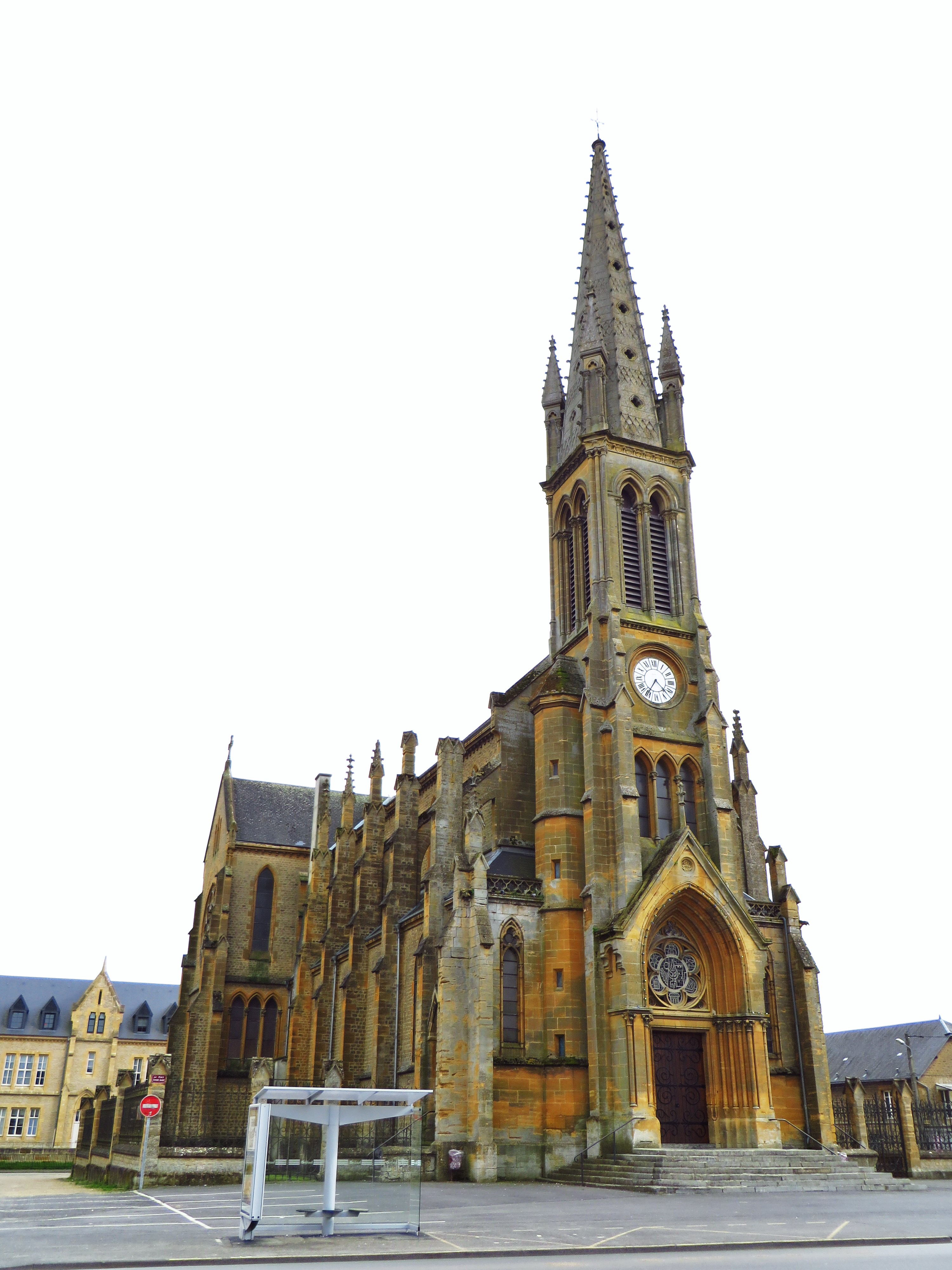
Église Notre Dame-Saint-Léger, quartier de Torcy.
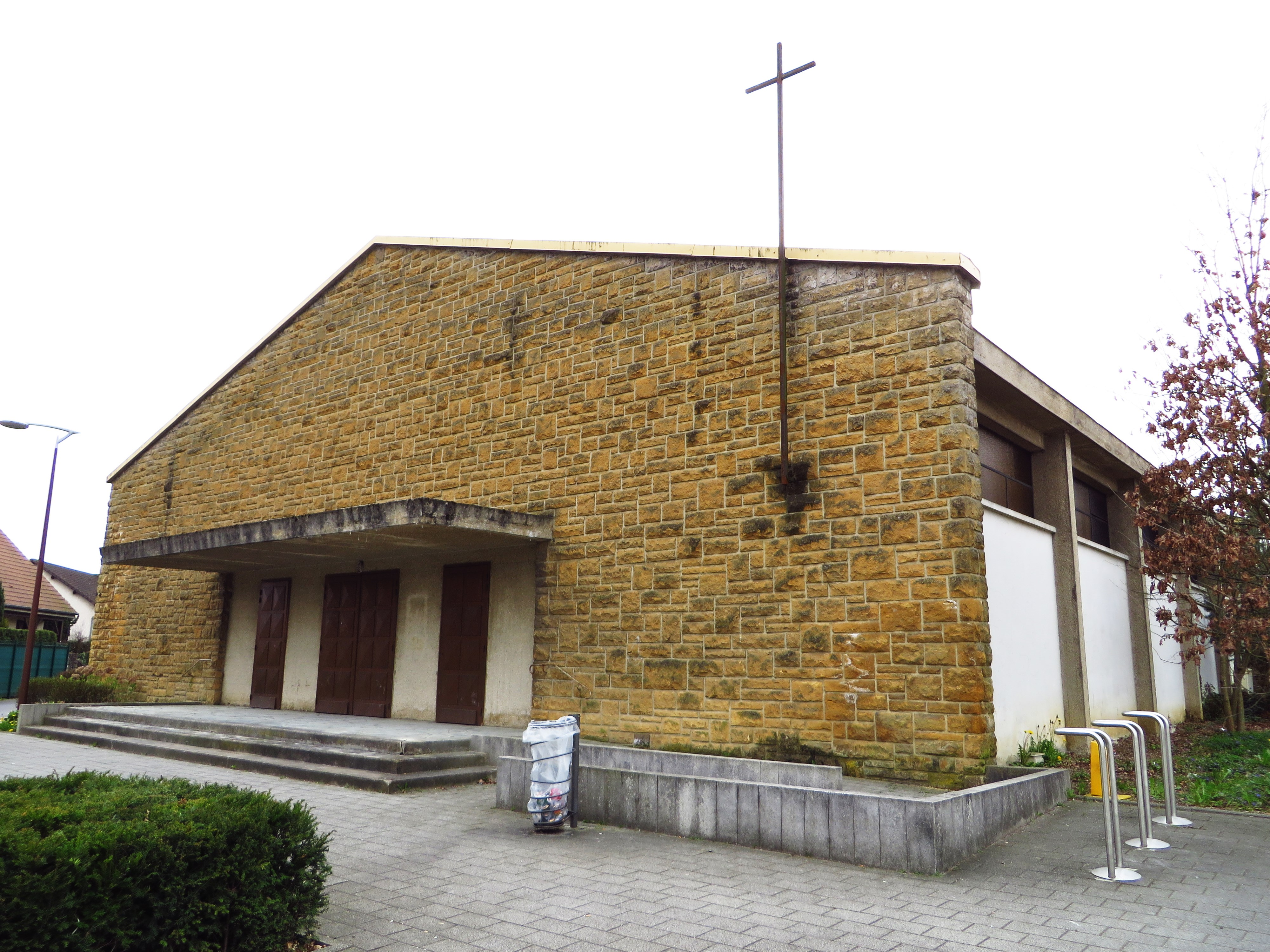
Église Saint-Vincent-de-Paul, quartier de Torcy.
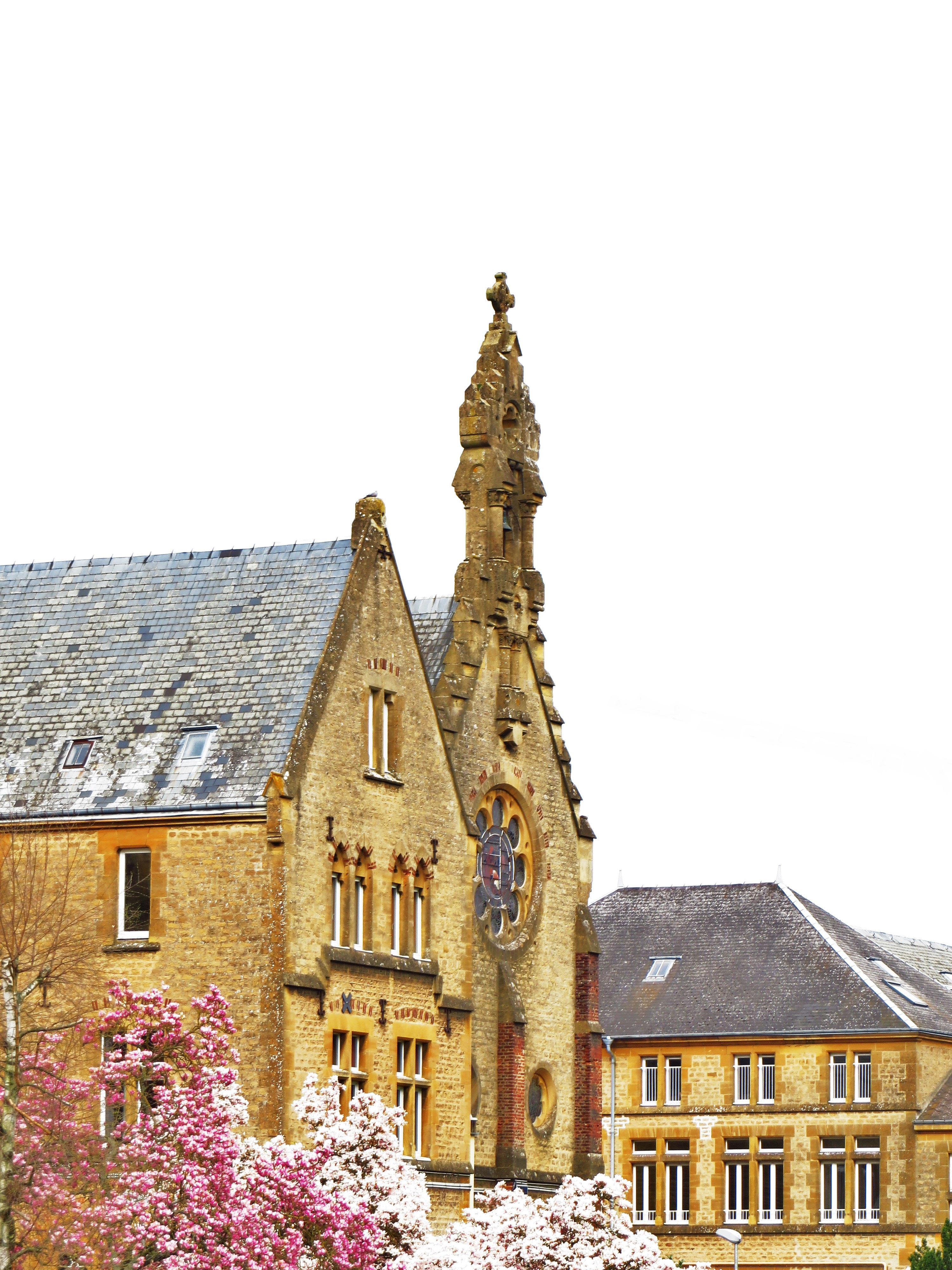
Chapelle du collège-lycée Mabillon, quartier de Torcy.
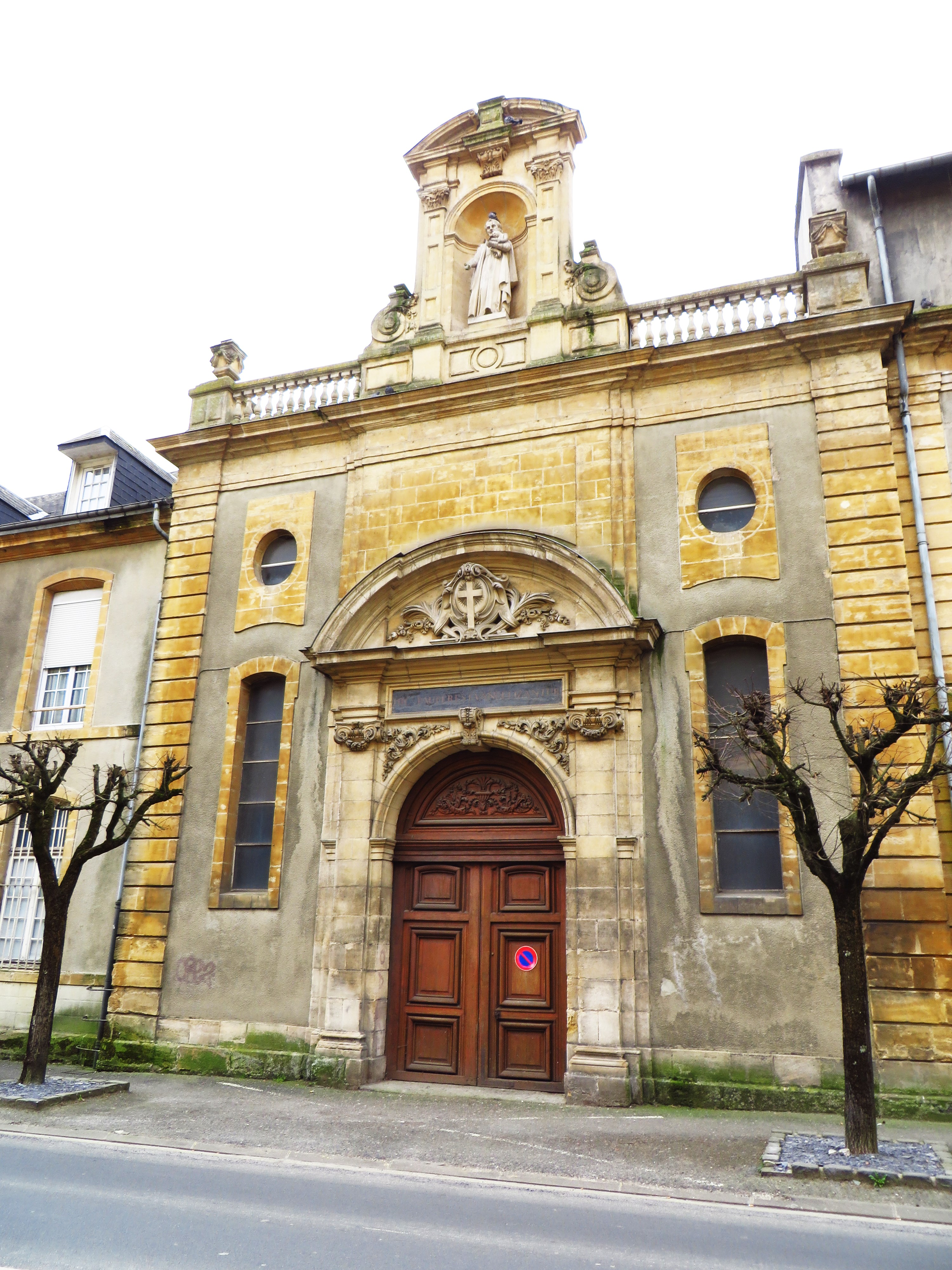
Chapelle Saint-Vincent-de-Paul de l'hôpital.
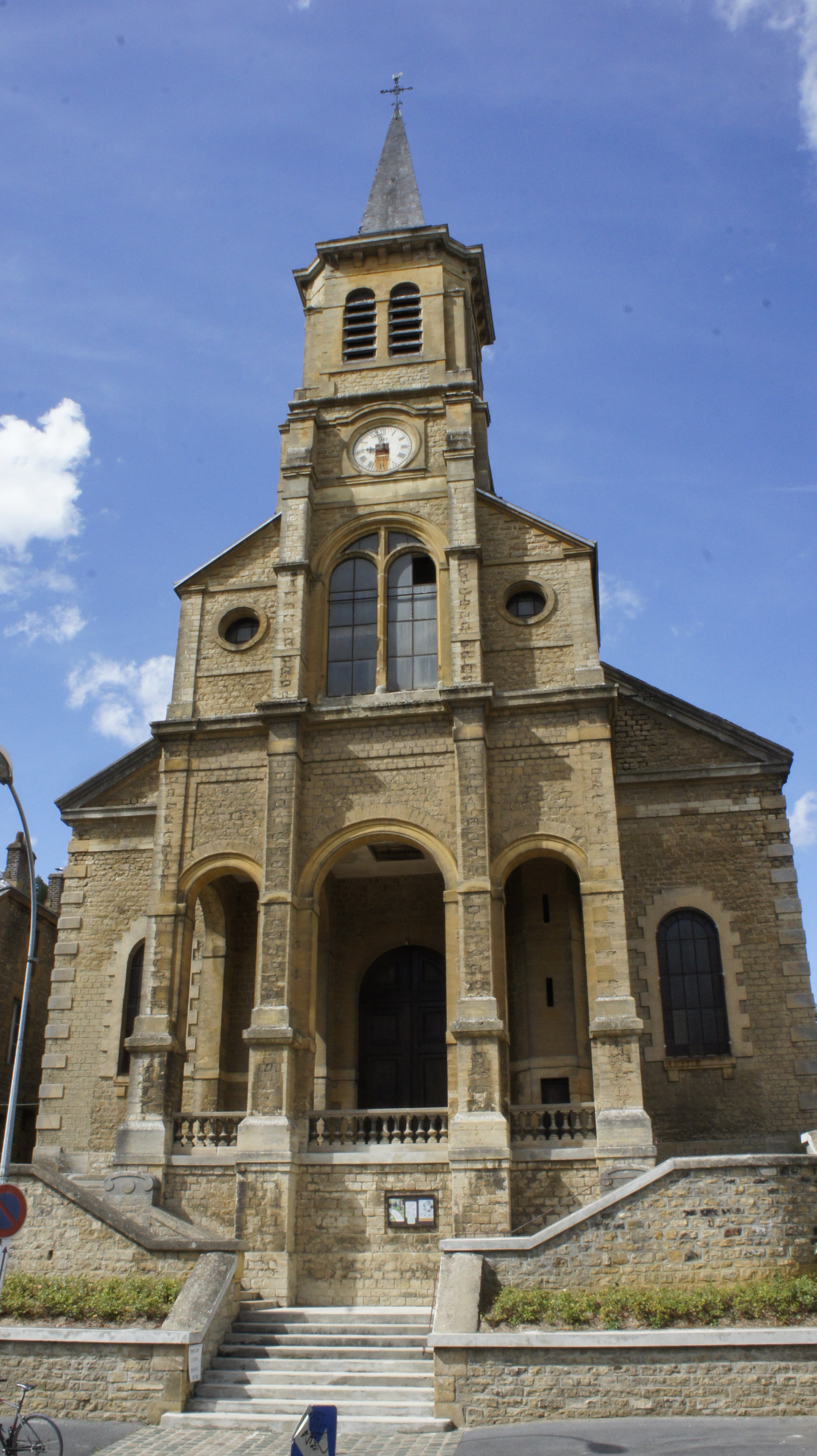
Église Saint-Étienne, quartier Fond de Givonne.
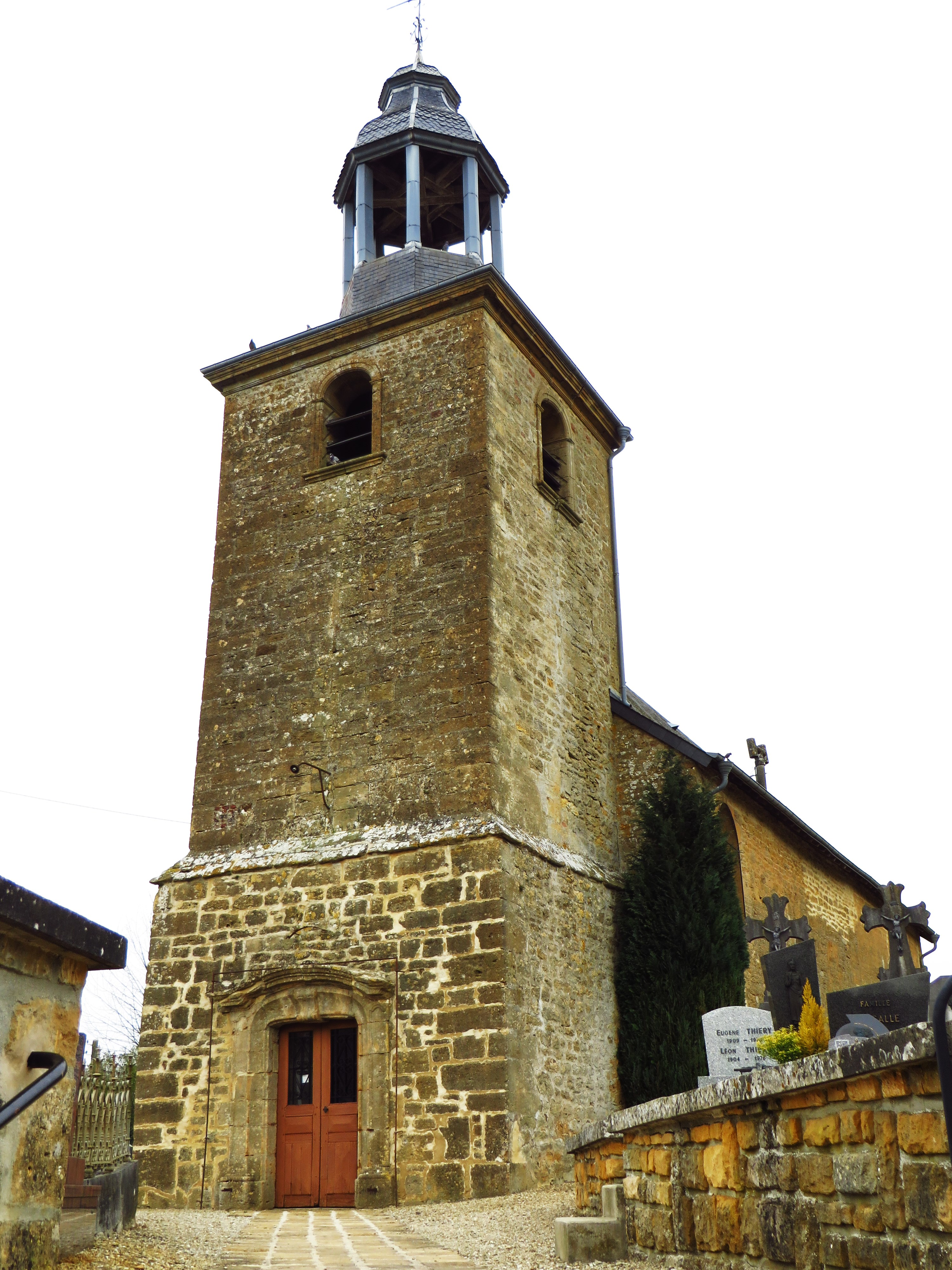
Église Saint-Pierre de Frénois.
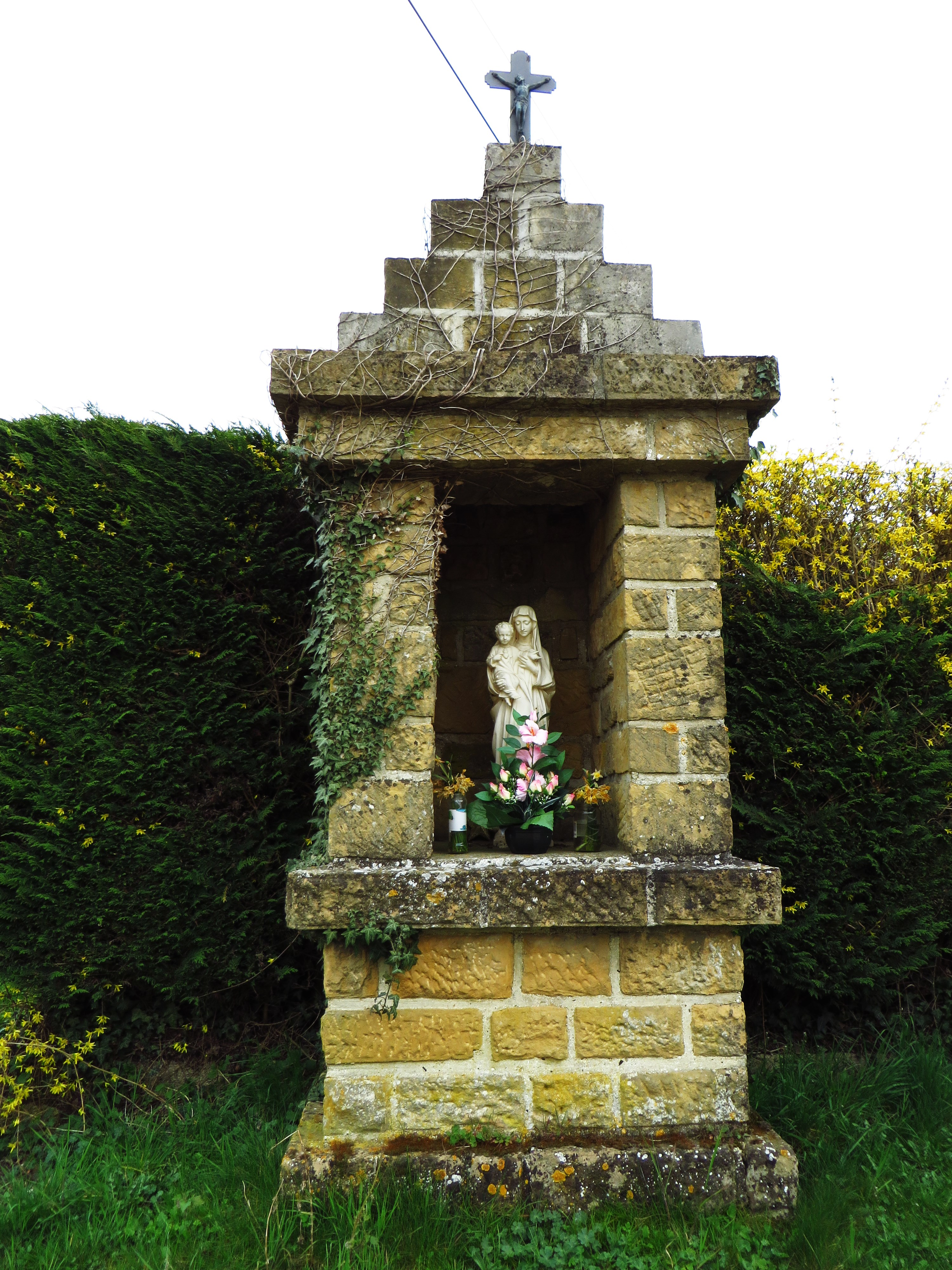
Oratoire de la Vierge de Frénois.

#### Patrimoine industriel

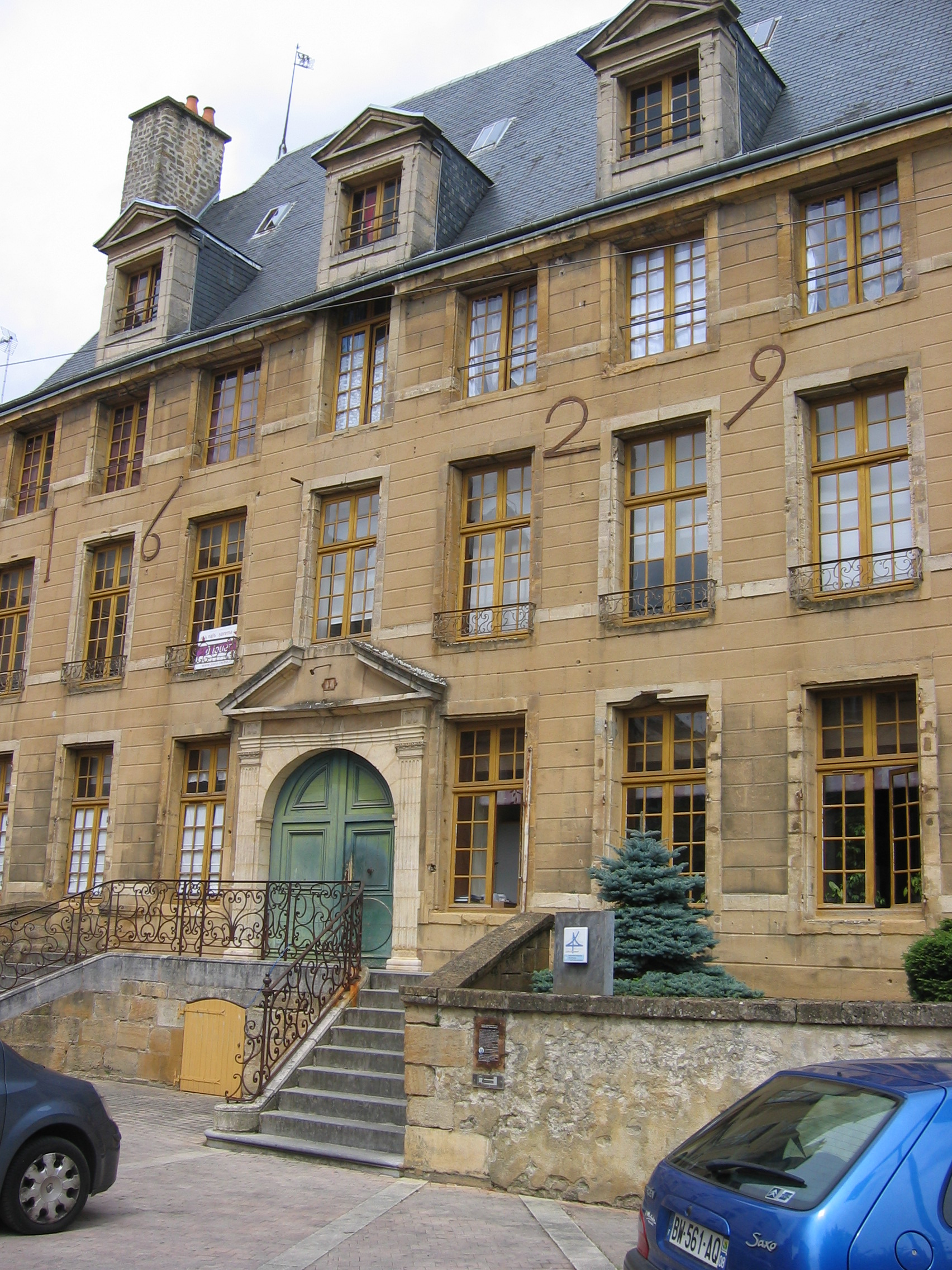
Manufacture textile des Gros-Chiens.

- La Fabrique Bechet — Ancien atelier de tissage de draps occupant le 1er de la rue des Francs-Bourgeois. L'ensemble du bâtiment fut reconverti en logements[113].
- La Fabrique Francourt — Ancien atelier de tissage de draps s'étendant aux 23 et 25 rue du Rivage. Édifice hérité du XIXe siècle, une partie des bâtiments date cependant de l'époque de Louis XV. L'ensemble se mua pour finir en logement[114].
- La Manufacture royale de draps Le Dijonval — Rachetée en 2006 par une société immobilière, l'ancienne Manufacture devrait accueillir divers appartements. Érigée en 1646, la fabrication de draps fins façon de Hollande fut initiée par cette dernière. La Manufacture royale conserva le monopole sur le reste du pays durant 20 ans. Elle cessa toute activité en 1958 et fut classée Monument Historique en 1977[115].
- La Manufacture des Gros-Chiens — On la trouve précisément au 1 rue du Ménil. Aujourd'hui maison dite du Gros Chien, cette propriété privée fut classée Monument Historique en 1978. Érigée en 1629 par Henri de Lambermont (maître de forges) — sur une ancienne académie militaire, Denis Rousseau en fit l'acquisition en 1688 et la reconvertit en manufacture de draps. Son fils Antoine lui succéde. Premier concurrent sérieux du Dijonval, la fabrique est rachetée par Laurent Cunin-Gridaine en 1823[116].

- La Manufacture Ternaux.

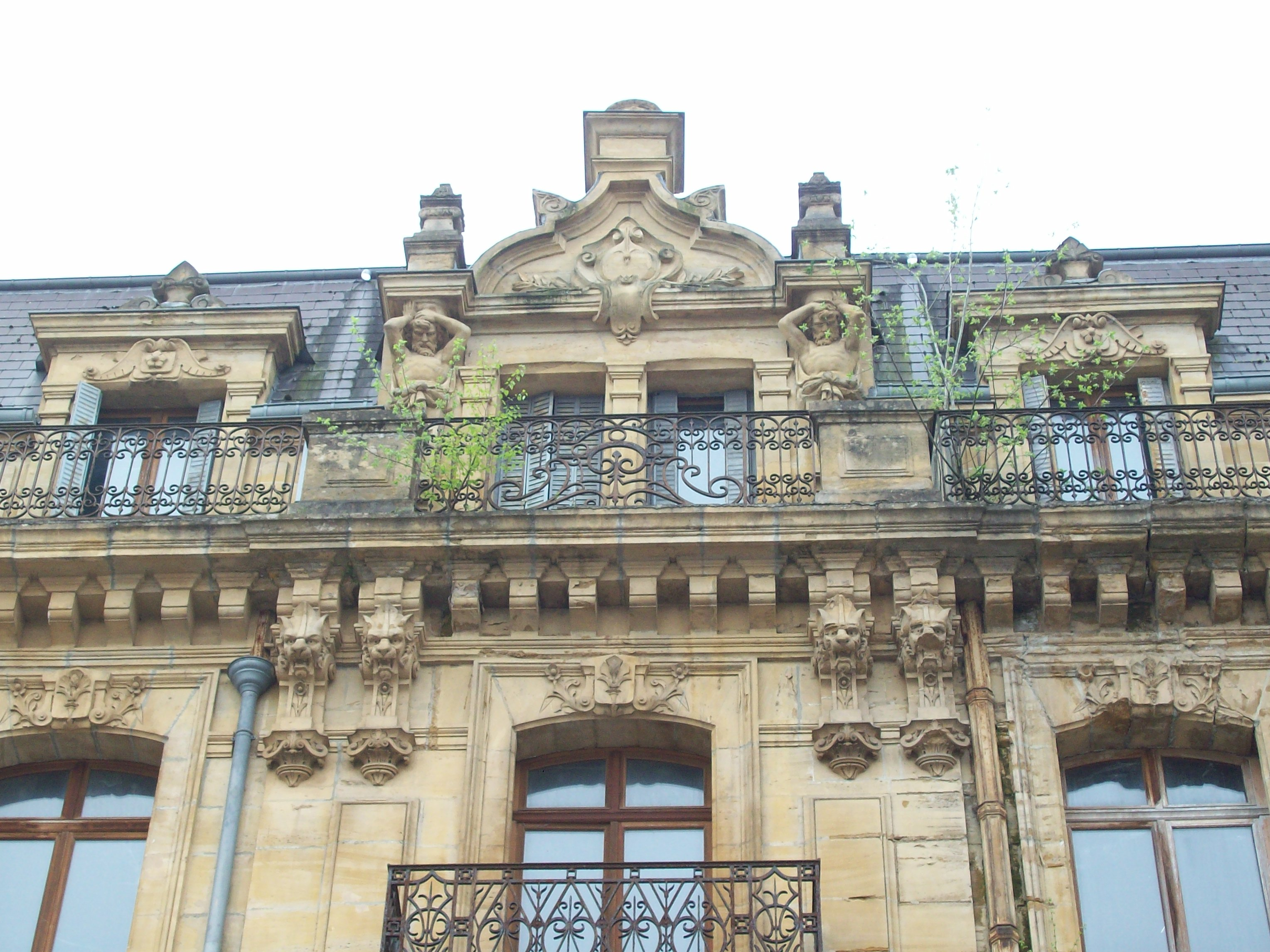
Le Moulin Lemoine-Desmares.

- La Manufacture Tapis Point de Sedan — Première industrie mécanique avec ses machines Jacquard, elle fabrique des tapis de laine, dont le point en huit reprend l'appellation du "Point de Sedan", un point de dentelle réputé au XVIIe siècle et au XVIIIe siècle. Situé au 13 boulevard Gambetta, le Tapis Point de Sedan a fermé ses portes en 2008. L'année suivante les biens immobiliers de la société, parmi lesquels huit métiers à tisser (certains datant de 1878), furent rachetés par la Ville. Les huit machines textiles ont été classées au titre des Monuments Historiques en 2012.
- Le moulin à foulon Lemoine-Desmares — Situé au 2 place Turenne, il appartint dans un second temps à Ronnet avant de devenir une banque en 1880. Entièrement rénové, il se présente aujourd'hui comme un immeuble d'habitation[117].
- Le moulin à foulon Paignon — Ancienne annexe du Dijonval, il abrite à l'heure actuelle le CIO de Sedan. Il est situé au 6/8 place Turenne[118].
- L'usine de teinturerie Jean Labauche — Ayant appartenu à Peyre puis à Jean Labauche, elle se trouve au 25/27 rue de Rovigo et abrite différents logements[119].
- Manufacture de draps Cunin-Gridaine — Après avoir acquis la Manufacture des Gros-Chiens Laurent Cunin-Gridaine étend son usine en 1823 par un nouveau bâtiment 9 rue Bayle qui figure au nombre des Monuments Historiques depuis 1991[120]. Cette ancienne usine est un immeuble de logements depuis 1880. La maison de maître de l'industriel est sise au 8 rue de Bayle.
- L'usine textile Labrosse-Bechet — La Manufacture de draps fins se trouve au 1 rampe des Capucins[121].
- L'usine textile Louis-Xavier Labauche — Bâtisse à priori énigmatique, s'étendant du 18 au 22 place de la Halle[122].

### Personnalités liées à la commune

#### Personnalités duXVIesiècle
- Mathieu Béroalde (1520-1576), enseignant calviniste qui a exercé à Sedan durant l'année scolaire 1573-1574.
- Charles de Navières (1544-1616), poète, capitaine de la jeunesse de Sedan où il est né.

#### Personnalités duXVIIesiècle
- Daniel Tilenus (1563-1633), théologien protestant, pasteur de Sedan, professeur en théologie et conseiller modérateur de l'Académie de Sedan, précepteur de Turenne.
- Pierre Dumoulin (1568-1658), théologien protestant, professeur à l'Académie de Sedan, mort dans cette même ville.
- Philippe Burlamacchi (1575-1644), banquier né à Sedan, intermédiaire financier du roi d'Angleterre Charles Ier.
- Élisabeth de Nassau (1577-1642), seconde épouse d'Henri de La Tour d'Auvergne, prince de Sedan, et mère de Turenne, est morte à Sedan. Un collège de la ville porte son nom.
- Jean Jannon, (1580-1635), typographe et imprimeur, notamment pour l'Académie de Sedan, inventeur de la petite Sedanoise et du coupoir de fer, est mort à Sedan.
- Louis Cappel (1585-1658), pédagogue et théologien protestant, y est né.
- Abraham Fabert (1599-1662), militaire, maréchal de France, gouverneur de la principauté de Sedan, mort dans cette ville où il avait fait construire un tombeau pour sa famille. Un quartier et un boulevard porte son nom.
- Nicaise Le Febvre (v.1610-1669), pharmacien né à Sedan, titulaire de la chaire de chimie au Jardin du roi à Paris, membre de la Royal Society à Londres.
- Jean-Ernest de Terwel (~1618-1678), seigneur d'Etrepigny, maréchal général des armées du Roi, commissaire général des troupes de Champagne, intendant pour le Roi sur la Meuse mort le 17 février 1678 à Sedan et y fut enterré.
- Henri de La Tour d'Auvergne, dit Turenne (1611-1675), maréchal de France, un des meilleurs généraux de Louis XIII puis de Louis XIV, est né au château de Sedan. Une statue à son effigie se trouve sur la place qui porte son nom. Un collège (anciennement lycée) et le cinéma de la ville portent également son nom.
- Josué Le Vasseur (1620-1672), pasteur protestant, professeur à l’Académie de Sedan, né et mort dans cette ville.
- Pierre Bayle (1647-1706), philosophe et écrivain, professeur de philosophie et d'histoire à l'Académie de Sedan de 1675 à 1681. Le lycée de la ville porte son nom.

#### Personnalités duXVIIIesiècle
- Jean-Henri Brandon (v. 1660-1714), peintre, né à Sedan.
- Antoine Rousseau (1678-1749), marchand et financier, directeur de la « Fabrique royale de draps privilégiée » de Sedan.
- Jean Delagrive (1689-1757), prêtre lazariste, connu pour ses contributions à la cartographie et à la géométrie, géographe attitré de la ville de Paris, est né à Sedan.
- François Houzé de Saint-Paul (1727-inconnue), général des armées de la République y est né.
- Marie-Jeanne Larrivée Lemière (1733-1786), chanteuse à l'Opéra de Paris y est née.
- Nicolas-François Jacquemart (1735-1799), libraire et écrivain y est né.
- Jean-François Millet de La Mambre (1736-1815), né à Sedan, député du tiers état du bailliage de Sedan aux États généraux de 1789.
- François Ignace Ervoil d'Oyré (1739-1799), général de brigade de la Révolution française, s'est illustré notamment lors du siège de Mayence, est né à Sedan.
- Nicolas Louis d'Estagniol (1741-1820), né à Sedan, député de la noblesse du bailliage de Sedan aux États généraux de 1789.
- Pierre-Charles-Louis Baudin (1748-1799), révolutionnaire et homme politique. Maire de Sedan où il est né, député, président de la Convention nationale, membre résident de l'Institut de France.
- Jacques Roland (1750-1810), général de brigade de la Révolution et de l'Empire.
- Louis-Georges Desrousseaux (1752-1794), maire de Sedan, guillotiné sous la Terreur.
- Jacques Augustin Déliars (1754-1833), député et maire de Sedan, juge au tribunal du district de Sedan.
- Jean François Félix Dorival (1755-1813), un des plus ardents défenseurs de l'indépendance du duché de Bouillon où il était chancelier et président de la cour souveraine de Bouillon, est né à Sedan.

#### Personnalités duXIXesiècle
- Nicolas Halma (1755-1828), abbé, mathématicien et historien de l'astronomie.
- Jean-Baptiste André Rifflet (1757-1811), général de brigade de la Révolution française.
- Jean Charles Prestat (1760-1843), général de brigade de la Révolution et de l'Empire.
- Étienne Macdonald (1765-1840), duc de Tarente, maréchal d'Empire dont le nom est gravé sous l'arc de triomphe de l'Étoile, est né à Sedan. Un quartier, une rue, une maison de retraite et une ancienne caserne militaire porte son nom.
- Mathieu Queunot (1766-1845), général de brigade de la Révolution et de l'Empire.
- Louis Samuel Béchet de Léocour (1771-1845), général de la Révolution et de l'Empire, baron d'Empire.
- Arsène Thiébaut de Berneaud (1777-1850), militaire et agronome.
- Laurent Cunin-Gridaine (1778-1859), député et plusieurs fois ministre du Commerce et de l'Agriculture, premier homme politique à proposer une loi portant sur le travail des enfants et visant à une diminution des heures de travail, directeur de la Manufacture de draps Cunin-Gridaine de Sedan où il commença comme ouvrier, est né et mort à Sedan.
- André Poupart de Neuflize (1784-1836), manufacturier, financier et homme politique, maire de Sedan.
- Charles Cunin-Gridaine (1804-1880), homme politique (député et sénateur des Ardennes) et manufacturier de Sedan où il fut également président de la Chambre et du Tribunal de Commerce, est né dans cette même ville.
- Élizé de Montagnac (1808-1882), industriel de Sedan qui développa et perfectionna la fabrication des draps de Sedan, il inventa notamment une nouvelle étoffe, le velours Montagnac, qui fit connaître son nom dans le monde entier. Membre du conseil municipal de Sedan, il fut conseiller général, puis député des Ardennes.
- Adolphe Guérard (1808-1868), historien et géographe, membre de la Société des gens de lettres, professeur au collège de Sedan.
- Charles Labro (1810-1882), contrebassiste, compositeur et professeur de contrebasse au Conservatoire de Paris, est né à Sedan.
- François Clément Sauvage (1814-1872), ingénieur des mines et géologue, directeur de la compagnie des chemins de fer de l'Est, député de la Seine, est né et est enterré à Sedan.
- Auguste Philippoteaux (1821-1895), homme politique, député et maire de Sedan où il est né et mort. Profitant du déclassement de la ville comme forteresse, il fit raser des bastions, ce qui permit d'étendre la cité et de construire de nouveaux boulevards. Une avenue porte son nom.
- Augustin Henri Brincourt (1823-1909), général, issu d'une famille sedanaise, grandit auprès de son oncle, industriel à Sedan, et épousa un demoiselle Bertêche, fille d'un industriel de l'industrie textile de cette même ville.
- Marie Léonide Charvin (1832-1891), dite Agar, actrice de théâtre, tragédienne, y est née.
- Jean-Baptiste Gustave Deloye (1838-1899), sculpteur né à Sedan, second grand prix de Rome en 1862.
- Christopher James Davis (1842-1870), médecin qui s'est illustré à la bataille de Sedan, connu comme le bon docteur noir, il est enterré au Fond de Givonne à Sedan.
- Esther Huillard, peintre née à Sedan en 1855.

#### Personnalités duXIXesiècleet duXXesiècle
- Isaac Villain (1830-1907), maire de Sedan de 1888 à 1896 et député des Ardennes, est né et mort à Sedan.
- Charles Auguste Goulden (1830-1912), pasteur bienfaiteur de la ville (épouse Elisabeth Anne Heidsieck. Reims)[réf. nécessaire].
- François Willème (1830-1905), peintre, photographe et sculpteur, né à Sedan et inventeur de la photosculpture, l’ancêtre de l’impression 3D.
- Charles Pilard (1843-1902), homme de lettres et musicien, y est né.
- René Laffon (1847-1891), homme politique, sous-préfet de Meaux, préfet de l'Yonne et préfet de Saône-et-Loire.
- Mary Paillon (1848-1946), alpiniste, y est né.
- Charles Louis Raoul Marion (1848-1937), général français, est né à Sedan.
- Jules Villette (1856-1920), magistrat et historien né à Sedan, fut aussi un des otages civils internés par les Allemands en Lituanie, pendant les derniers mois de la Première Guerre mondiale.
- Jules Depaquit (1869-1924), illustrateur, notamment au Canard enchaîné, est né à Sedan.
- Gaston Darbour (1869-1941), peintre, dessinateur, graveur et illustrateur lié au style Art nouveau, y est né.
- Georges Delaw (1871-1938), dessinateur humoristique, décorateur d'intérieur et illustrateur, né à Sedan.
- René Guyon (1876-1963), juriste connu pour avoir écrit un important traité sur l'éthique sexuelle, est né à Sedan.
- Jeanne Mélin (1877-1964), pacifiste, féministe, écrivaine et femme politique, candidate à la présidence de la République en 1946, est morte à Sedan.
- Robert Debré (1882-1978), médecin considéré comme l'un des fondateurs de la pédiatrie moderne, y est né.
- Paul Bazelaire (1886-1958), violoncelliste, y est né.
- Henri Brégi (1888-1917), pionnier de l'aviation en Amérique du Sud et au Maroc, y est né.
- Marcel Droüet (1888-1915), poète mort pour la France y est né.
- Steve Passeur (1899-1966), nom de plume d'Étienne Morin, est une dramaturge et scénariste né à Sedan.

#### Personnalités duXXesiècle
- Louis Busson (1883-1916), directeur de l'usine à gaz de Sedan, fusillé par l'armée allemande, pour espionnage le 13 juillet 1916[123].
- Yves Congar (1904-1995), religieux dominicain, cardinal, un des plus influents théologiens catholiques du XXe siècle, nommé expert au concile Vatican II (1962-1965). Né à Sedan, il y vit la Première Guerre mondiale, remplissant cinq cahiers de notes et de dessins qui offrent un aperçu unique de l'histoire de la guerre du point de vue d'un enfant (ce journal de guerre a été publié en 2001)[124].
- Bertrand Mogniat-Duclos (1903-1987), artiste peintre né à Sedan.
- Louis Dugauguez (1918-1991), footballeur, entraîneur-joueur de 1948 à 1952 à Sedan, puis seulement entraîneur jusqu'en 1973 (deux Coupes de France en 1956 et 1961), sélectionneur de l'équipe de France de football entre le 17 septembre 1967 et le 6 novembre 1968, mort à Sedan. Le stade du CS Sedan Ardennes porte aujourd'hui son nom.
- Élie G. Humbert (1925-1990), religieux des Carmes dechausses, ensuite psychologue jungien fondateur des Cahiers jungiens de psychoanalyse né à Sedan.

#### Personnalités duXXesiècleet duXXIesiècle
- Jacques Rousseau (1921-2017[125]), résistant, historien de Sedan[126].
- Robert Roynette (1922-2016), peintre et décorateur, second prix de Rome de peinture en 1954, résistant, né à Sedan.
- Jacques Lecaillon (1925-2014), économiste, né à Balan, a fait ses études à Sedan.
- Michel Doury (1931-2007), écrivain et traducteur, professeur d'anglais au lycée Turenne puis au lycée Pierre-Bayle.
- Frédérick Tristan (1931-2022), pseudonyme de Jean-Paul Baron, connu également sous les pseudonymes de Danielle Sarréra et de Mary London, écrivain et poète, prix Goncourt 1983 pour Les Égarés (roman), est né à Sedan.
- Pierre Cartier (1932-2024), mathématicien, y est né.
- Maurice Gross (1934-2001), linguiste qui a développé le lexique-grammaire, une méthode de description formelle des langues.
- Zacharie Noah (1937-2017), joueur de football au CSSA dans les années 1960, père de Yannick Noah.
- Roger Lemerre (°1941), footballeur international, joueur au CS Sedan Ardennes entre 1961 et 1969, puis sélectionneur de l'équipe de France entre 1998 et 2002, et enfin entraîneur du CSSA depuis janvier 2016.
- Jean-Paul Bachy (°1947), homme politique, maire de Sedan (1995-2004), puis président du conseil régional de Champagne-Ardenne (2004-2015).
- Christine Dacremont (°1949), ancienne pilote de course, de rallyes et sur circuits, est née à Sedan.
- Frasiak (°1958), chanteur, auteur compositeur interprète, y est né.
- Yannick Noah (°1960), joueur de tennis et chanteur, est né à Sedan.
- Dominique Méda (°1962), philosophe et sociologue, inspectrice générale des affaires sociales. Née à Sedan, elle a fait toutes ses études secondaires au lycée Pierre-Bayle.
- Emmanuel Magnien (°1971), coureur cycliste, champion de France de cyclo-cross et plusieurs courses gagnées sur route, né à Sedan.
- Élise Bussaglia (°1985), footballeuse française qui joue actuellement pour le FC Barcelone et en équipe de France de football avec laquelle elle compte plus de 150 sélections, est née à Sedan.
- Véronique Pierron (°1989), patineuse de patinage de vitesse sur piste courte, multiple championne de France, deux médailles de bronze en championnats d'Europe, est née à Sedan.

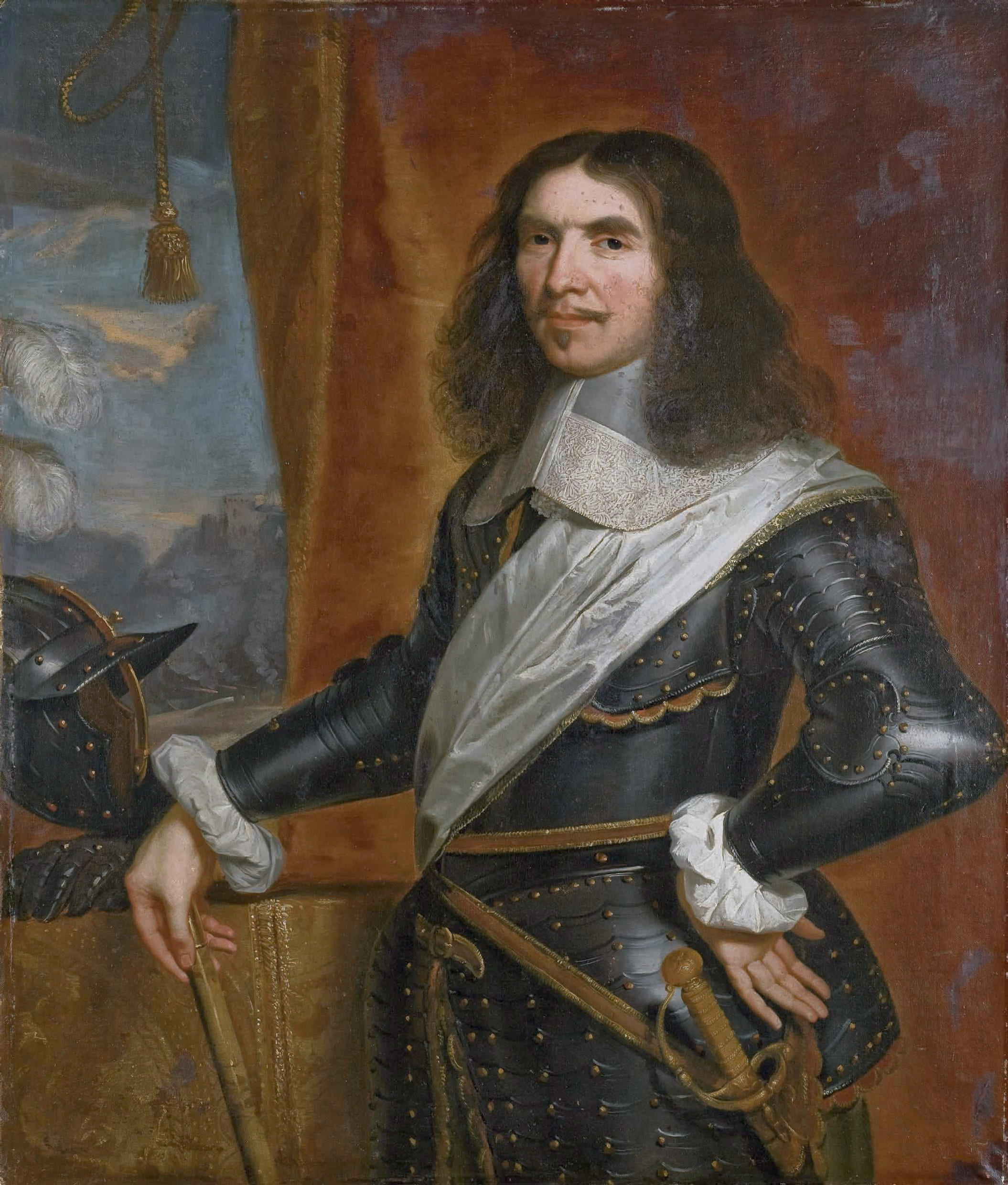
Le vicomte de Turenne est l'un des personnages les plus célèbres de la ville de Sedan.
Laurent Cunin-Gridaine, un important industriel et un homme politique, natif de Sedan.
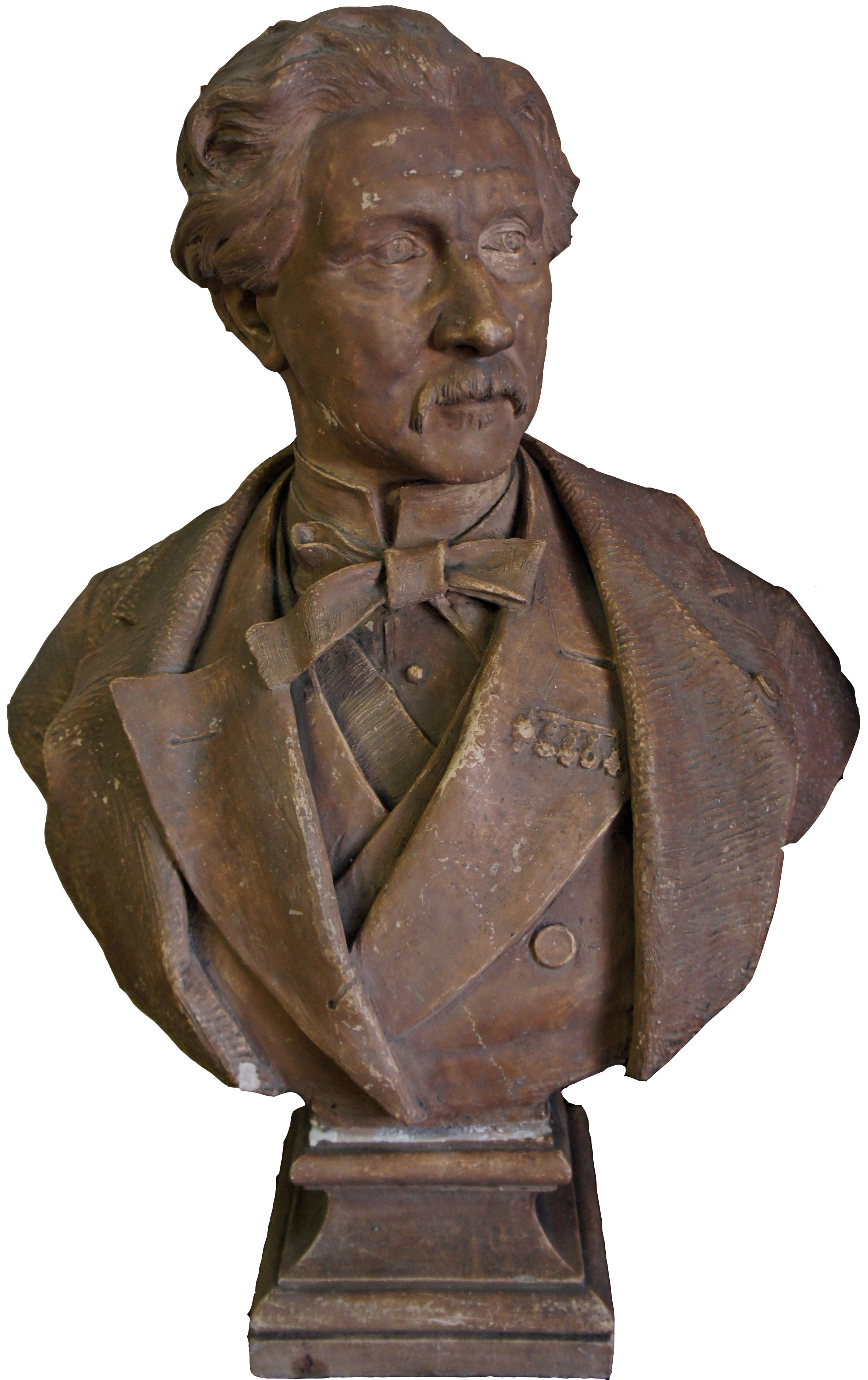
Auguste Philippoteaux, industriel et rénovateur de la ville.
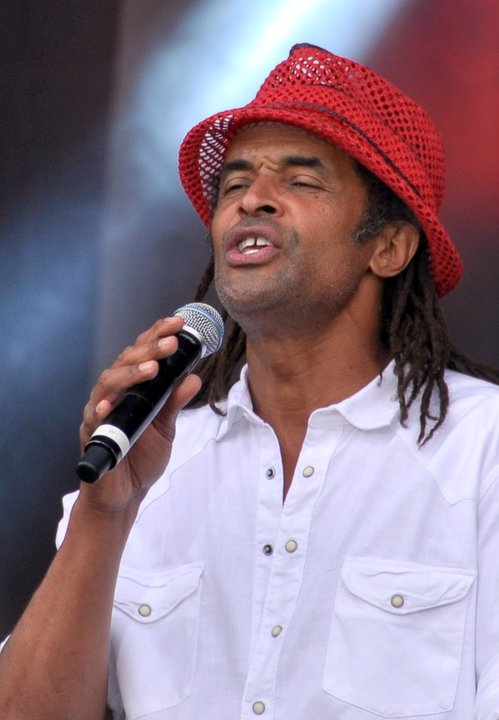
Yannick Noah, célèbre tennisman et chanteur, est natif de Sedan.

### Héraldique
| Armes de Sedan | Les armes de Sedan se blasonnent ainsi : D’argent à un chêne de sinople englanté d’or, posé sur une terrasse aussi de sinople et traversé au pied d’un sanglier de sable armé d’argent, le boutoir (le groin) de gueules. |

La présence de ces éléments se comprend aisément du fait de l'omniprésence du chêne et du sanglier dans les forêts ardennaises.